# Olympische Sommerspiele 1988/Teilnehmer (BR Deutschland)
| Gelbes Symbol für Goldmedaillen mit stilisierten Olympischen Ringen | Graues Symbol für Silbermedaillen mit stilisierten Olympischen Ringen | Braundes Symbol für Bronzemedaillen mit stilisierten Olympischen Ringen |
| ------------------------------------------------------------------- | --------------------------------------------------------------------- | ----------------------------------------------------------------------- |
| 11                                                                  | 14                                                                    | 15                                                                      |

Die Bundesrepublik Deutschland nahm bei den Olympischen Sommerspielen 1988 in Seoul zum 20. Mal an Olympischen Sommerspielen teil. Das Nationale Olympische Komitee (NOK) nominierte 347 Sportler, von denen 244 Männer und 103 Frauen waren. Sie starteten in 194 Wettbewerben in 24 Sportarten.
Die deutsche Mannschaft gewann 11 Gold-, 14 Silber- und 15 Bronzemedaillen, womit Deutschland den fünften Platz im Medaillenspiegel der Olympischen Sommerspiele 1988 belegte. Fahnenträger bei der Eröffnungsfeier war der Reiter Reiner Klimke.

## Medaillen

### Medaillenspiegel
| Rang   | Sportart       | Gold | Silber | Bronze | Gesamt |
| ------ | -------------- | ---- | ------ | ------ | ------ |
| 1      | Reiten         | 4    | –      | 1      | 5      |
| 2      | Fechten        | 3    | 3      | 1      | 7      |
| 3      | Rudern         | 1    | 1      | 1      | 3      |
| 3      | Schießen       | 1    | 1      | 1      | 3      |
| 3      | Schwimmen      | 1    | 1      | 1      | 3      |
| 6      | Tennis         | 1    | –      | 1      | 2      |
| 7      | Radsport       | –    | 2      | 2      | 4      |
| 8      | Judo           | –    | 2      | –      | 2      |
| 9      | Leichtathletik | –    | 1      | 3      | 4      |
| 10     | Gewichtheben   | –    | 1      | 2      | 3      |
| 11     | Hockey         | –    | 1      | –      | 1      |
| 11     | Ringen         | –    | 1      | –      | 1      |
| 13     | Boxen          | –    | –      | 1      | 1      |
| 13     | Fußball        | –    | –      | 1      | 1      |
| Gesamt | Gesamt         | 11   | 14     | 15     | 40     |

### Medaillengewinner
| Name/n | Sportart       | Wettkampf                                 |
| --- | -------------- | ----------------------------------------- |
| Gold |                |                                           |
| Arnd Schmitt | Fechten        | Herren, Degen, Einzel                     |
| Anja Fichtel | Fechten        | Damen, Florett, Einzel                    |
| Sabine Bau Anja Fichtel Zita-Eva Funkenhauser Annette Klug Christiane Weber | Fechten        | Damen, Florett, Mannschaft                |
| Matthias Baumann Ralf Ehrenbrink Claus Erhorn Thies Kaspareit | Reiten         | Vielseitigkeitsreiten, Mannschaft         |
| Ludger Beerbaum Wolfgang Brinkmann Dirk Hafemeister Franke Sloothaak | Reiten         | Springen, Mannschaft                      |
| Nicole Uphoff | Reiten         | Dressur, Einzel                           |
| Reiner Klimke Ann-Kathrin Linsenhoff Monica Theodorescu Nicole Uphoff | Reiten         | Dressur, Mannschaft                       |
| Thomas Domian Armin Eichholz Manfred Klein Wolfgang Maennig Matthias Mellinghaus Thomas Möllenkamp Bahne Rabe Eckhardt Schultz Ansgar Wessling | Rudern         | Herren, Achter                            |
| Silvia Sperber | Schießen       | Damen, Kleinkaliber, Dreistellungskampf   |
| Michael Groß | Schwimmen      | Herren, 200 m Schmetterling               |
| Steffi Graf | Tennis         | Damen, Einzel                             |
| Silber |                |                                           |
| Matthias Behr Thomas Endres Mathias Gey Ulrich Schreck Thorsten Weidner | Fechten        | Herren, Florett, Mannschaft               |
| Elmar Borrmann Volker Fischer Thomas Gerull Alexander Pusch Arnd Schmitt | Fechten        | Herren, Degen, Mannschaft                 |
| Sabine Bau | Fechten        | Damen, Florett, Einzel                    |
| Manfred Nerlinger | Gewichtheben   | Herren, Superschwergewicht                |
| Frank Wieneke | Judo           | Herren, Halbmittelgewicht                 |
| Marc Meiling | Judo           | Herren, Halbschwergewicht                 |
| Stefan Blöcher Dirk Brinkmann Thomas Brinkmann Heiner Dopp Hanns-Henning Fastrich Carsten Fischer Tobias Frank Volker Fried Horst-Ulrich Hänel Michael Hilgers Andreas Keller Michael Metz Andreas Mollandin Thomas Reck Christian Schliemann Ekkhard Schmidt-Opper                         | Hockey         | Herrenturnier                             |
| Dieter Baumann | Leichtathletik | Herren, 5000 m                            |
| Bernd Gröne | Radsport       | Herren, Straßenrennen, Einzel             |
| Jutta Niehaus | Radsport       | Damen, Straßenrennen, Einzel              |
| Gerhard Himmel | Ringen         | Herren, Schwergewicht, griechisch-römisch |
| Peter-Michael Kolbe | Rudern         | Herren, Einer                             |
| Silvia Sperber | Schießen       | Damen, Luftgewehr                         |
| Stefan Pfeiffer | Schwimmen      | Herren, 1500 m Freistil                   |
| Bronze |                |                                           |
| Reiner Gies | Boxen          | Herren, Halbweltergewicht                 |
| Zita-Eva Funkenhauser | Fechten        | Damen, Florett, Einzel                    |
| Uwe Kamps Oliver Reck Wolfgang Funkel Roland Grahammer Thomas Hörster Gunnar Sauer Michael Schulz Rudi Bommer Holger Fach Gerhard Kleppinger Armin Görtz Thomas Häßler Olaf Janßen Christian Schreier Ralf Sievers Wolfram Wuttke Jürgen Klinsmann Fritz Walter Frank Mill Karlheinz Riedle | Fußball        | Herrenturnier                             |
| Peter Immesberger | Gewichtheben   | Herren, I. Schwergewicht                  |
| Martin Zawieja | Gewichtheben   | Herren, Superschwergewicht                |
| Norbert Dobeleit Edgar Itt Ralf Lübke Jörg Vaihinger | Leichtathletik | Herren, 4 × 400 m                         |
| Rolf Danneberg | Leichtathletik | Herren, Diskuswurf                        |
| Claudia Zaczkiewicz | Leichtathletik | Damen, 100 m Hürden                       |
| Robert Lechner | Radsport       | Herren, 1000 m Einzelzeitfahren           |
| Christian Henn | Radsport       | Herren, Straßenrennen, Einzel             |
| Karsten Huck | Reiten         | Springen, Einzel                          |
| Guido Grabow Volker Grabow Norbert Keßlau Jörg Puttlitz | Rudern         | Herren, Vierer ohne Steuermann            |
| Johann Riederer | Schießen       | Herren, Luftgewehr                        |
| Thomas Fahrner Michael Groß Rainer Henkel Erik Hochstein | Schwimmen      | Herren, 4 × 200 m Freistil                |
| Steffi Graf Claudia Kohde-Kilsch | Tennis         | Damen, Doppel                             |

## Teilnehmer nach Sportarten

### Bogenschießen
| Athleten                                          | Wettbewerb | 1. Runde | 1. Runde | Achtelfinale  | Achtelfinale  | Viertelfinale | Viertelfinale | Halbfinale    | Halbfinale    | Finale        | Finale        | Rang |
| Athleten                                          | Wettbewerb | Punkte   | Rang     | Punkte        | Rang          | Punkte        | Rang          | Punkte        | Rang          | Punkte        | Rang          | Rang |
| ------------------------------------------------- | ---------- | -------- | -------- | ------------- | ------------- | ------------- | ------------- | ------------- | ------------- | ------------- | ------------- | ---- |
| Frauen                                            |            |          |          |               |               |               |               |               |               |               |               |      |
| Doris Haas                                        | Einzel     | 222      | 32       | ausgeschieden | ausgeschieden | ausgeschieden | ausgeschieden | ausgeschieden | ausgeschieden | ausgeschieden | ausgeschieden | 32   |
| Claudia Kriz                                      | Einzel     | 1250     | 17       | 311           | 11            | 322           | 8             | 326           | 8             | 318           | 6             | 6    |
| Christa Öckl                                      | Einzel     | 1230     | 25       | ausgeschieden | ausgeschieden | ausgeschieden | ausgeschieden | ausgeschieden | ausgeschieden | ausgeschieden | ausgeschieden | 25   |
| Doris Haas Claudia Kriz Christa Öckl              | Mannschaft | 3702     | 6        | —             | —             | —             | —             | 953           | 6             | 931           | 6             | 6    |
| Männer                                            |            |          |          |               |               |               |               |               |               |               |               |      |
| Manfred Barth                                     | Einzel     | 1206     | 54       | ausgeschieden | ausgeschieden | ausgeschieden | ausgeschieden | ausgeschieden | ausgeschieden | ausgeschieden | ausgeschieden | 54   |
| Detlef Kahlert                                    | Einzel     | 1254     | 20       | 307           | 17            | 321           | 8             | 311           | 12            | ausgeschieden | ausgeschieden | 12   |
| Bernhard Schulkowski                              | Einzel     | 1199     | 59       | ausgeschieden | ausgeschieden | ausgeschieden | ausgeschieden | ausgeschieden | ausgeschieden | ausgeschieden | ausgeschieden | 59   |
| Manfred Barth Detlef Kahlert Bernhard Schulkowski | Mannschaft | 3659     | 18       | —             | —             | —             | —             | ausgeschieden | ausgeschieden | ausgeschieden | ausgeschieden | 18   |

### Boxen
| Athleten           | Wettbewerb         | 1. Runde            | 1. Runde       | 2. Runde       | 2. Runde | Achtelfinale           | Achtelfinale  | Viertelfinale              | Viertelfinale | Halbfinale            | Halbfinale          | Finale        | Finale        | Rang   |
| Athleten           | Wettbewerb         | Gegner              | Ergebnis       | Gegner         | Ergebnis | Gegner                 | Ergebnis      | Gegner                     | Ergebnis      | Gegner                | Ergebnis            | Gegner        | Ergebnis      | Rang   |
| ------------------ | ------------------ | ------------------- | -------------- | -------------- | -------- | ---------------------- | ------------- | -------------------------- | ------------- | --------------------- | ------------------- | ------------- | ------------- | ------ |
| Männer             |                    |                     |                |                |          |                        |               |                            |               |                       |                     |               |               |        |
| Reiner Gies        | Klasse bis 63,5 kg | Basil Maelagi       | w.o.           | Lóránt Szabó   | 5:0      | Adrian Carew           | 3:2           | Sodnomdarjaagiin Altansükh | 4:1           | Wjatschaslau Janouski | Niederlage durch KO | ausgeschieden | ausgeschieden | Bronze |
| Alexander Künzler  | Klasse bis 67 kg   | Kasmiro Omona       | 5:0            | Song Kyung-sup | 0:5      | ausgeschieden          | ausgeschieden | ausgeschieden              | ausgeschieden | ausgeschieden         | ausgeschieden       | ausgeschieden | ausgeschieden | =17    |
| Norbert Nieroba    | Klasse bis 71 kg   | Garth Felix         | Sieg durch KO  | Raymond Downey | 2:3      | ausgeschieden          | ausgeschieden | ausgeschieden              | ausgeschieden | ausgeschieden         | ausgeschieden       | ausgeschieden | ausgeschieden | =17    |
| Sven Ottke         | Klasse bis 75 kg   | Aharon Jacobashvili | 5:0            | Ha Jong-ho     | 4:1      | Ruslan Taramow         | 5:0           | Egerton Marcus             | 0:5           | ausgeschieden         | ausgeschieden       | ausgeschieden | ausgeschieden | =5     |
| Markus Bott        | Klasse bis 81 kg   | René Suetovius      | Sieg durch TKO | —              | —        | Nurmagomed Schanawasow | 0:5           | ausgeschieden              | ausgeschieden | ausgeschieden         | ausgeschieden       | ausgeschieden | ausgeschieden | =9     |
| Andreas Schnieders | Klasse ab 91 kg    | Tshibalabala Kadima | Sieg durch TKO | —              | —        | Ovwigbo Uba            | 5:0           | Janusz Zarenkiewicz        | 2:3           | ausgeschieden         | ausgeschieden       | ausgeschieden | ausgeschieden | =5     |

### Fechten
| Athleten                                                                    | Wettbewerb         | 1. Runde                                                          | 1. Runde              | Elimierungsrunde       | Elimierungsrunde | Hoffnungsrunde         | Hoffnungsrunde | Viertelfinale | Viertelfinale | Halbfinale    | Halbfinale    | Finale                   | Finale        | Rang   |
| Athleten                                                                    | Wettbewerb         | Gegner                                                            | Erg.                  | Gegner                 | Erg.             | Gegner                 | Erg.           | Gegner        | Erg.          | Gegner        | Erg.          | Gegner                   | Erg.          | Rang   |
| --------------------------------------------------------------------------- | ------------------ | ----------------------------------------------------------------- | --------------------- | ---------------------- | ---------------- | ---------------------- | -------------- | ------------- | ------------- | ------------- | ------------- | ------------------------ | ------------- | ------ |
| Frauen                                                                      |                    |                                                                   |                       |                        |                  |                        |                |               |               |               |               |                          |               |        |
| Sabine Bau                                                                  | Florett Einzel     | 1. Runde: Grischina Palm Lazăr López                              | 0 5:2 5:4             | Stefanek               | 7:8              | Woschtschakina Zalaffi | 8:2 8:7        | Stefanek      | 8:6           | Funkenhauser  | 8:3           | Fichtel                  | 5:8           | Silber |
| Sabine Bau                                                                  | Florett Einzel     | 2. Runde: Zalaffi Lazăr Kovács Gaudin Dubrawska                   | 0 5:2 0:5 5:1 5:3 5:4 | Stefanek               | 7:8              | Woschtschakina Zalaffi | 8:2 8:7        | Stefanek      | 8:6           | Funkenhauser  | 8:3           | Fichtel                  | 5:8           | Silber |
| Sabine Bau                                                                  | Florett Einzel     | 3. Runde: Sin Vaccaroni Grischina Tremblay McIntosh               | 0 2:5 4:5 5:2 3:5 5:3 | Stefanek               | 7:8              | Woschtschakina Zalaffi | 8:2 8:7        | Stefanek      | 8:6           | Funkenhauser  | 8:3           | Fichtel                  | 5:8           | Silber |
| Anja Fichtel                                                                | Florett Einzel     | 1. Runde: Sun Dubrawska McIntosh Park                             | 0 5:0 5:4 5:1         | Bilodeaux Sadowskaja   | 8:1 8:4          | –                      | –              | Sun           | 8:4           | Jánosi        | 8:5           | Bau                      | 8:5           | Gold   |
| Anja Fichtel                                                                | Florett Einzel     | 2. Runde: Tak Spennato Sobczak Gandolfi Tremblay                  | 0 4:5 3:5 5:3 5:1 5:0 | Bilodeaux Sadowskaja   | 8:1 8:4          | –                      | –              | Sun           | 8:4           | Jánosi        | 8:5           | Bau                      | 8:5           | Gold   |
| Anja Fichtel                                                                | Florett Einzel     | 3. Runde: Zalaffi Sadowskaja Jánosi Lazăr Sobczak                 | 0 1:5 3:5 5:1 5:3     | Bilodeaux Sadowskaja   | 8:1 8:4          | –                      | –              | Sun           | 8:4           | Jánosi        | 8:5           | Bau                      | 8:5           | Gold   |
| Zita Funkenhauser                                                           | Florett Einzel     | 1. Runde: Gaudin Oka Kovács Koeswandi                             | 0 5:1 5:0 5:4         | Vaccaroni Jánosi       | 8:7 8:4          | –                      | –              | Sadowskaja    | 8:5           | Bau           | 3:8           | Duell um Bronze: Jánosi  | 8:7           | Bronze |
| Zita Funkenhauser                                                           | Florett Einzel     | 2. Runde: Grischina Sun Oka Palm O’Neill                          | 0 2:5 5:0 2:5 5:3 5:0 | Vaccaroni Jánosi       | 8:7 8:4          | –                      | –              | Sadowskaja    | 8:5           | Bau           | 3:8           | Duell um Bronze: Jánosi  | 8:7           | Bronze |
| Zita Funkenhauser                                                           | Florett Einzel     | 3. Runde: Stefanek Bilodeaux Królikowska Thurley Spennato         | 0 3:5 1:5 5:4 5:3 5:1 | Vaccaroni Jánosi       | 8:7 8:4          | –                      | –              | Sadowskaja    | 8:5           | Bau           | 3:8           | Duell um Bronze: Jánosi  | 8:7           | Bronze |
| Sabine Bau Anja Fichtel Zita-Eva Funkenhauser Annette Klug Christiane Weber | Florett Mannschaft | Vereinigte Staaten Großbritannien                                 | 9:1 9:3               | —                      | —                | —                      | —              | Frankreich    | 9:4           | Sowjetunion   | 9:3           | Italien                  | 9:4           | Gold   |
| Männer                                                                      |                    |                                                                   |                       |                        |                  |                        |                |               |               |               |               |                          |               |        |
| Thomas Gerull                                                               | Degen Einzel       | 1. Runde: Bergström Kolczonay Pinto Pereira                       | 0 5:3 4:5 5:4 5:2     | Lee                    | 9:10             | Mazzoni Brill          | 10:6 7:10      | ausgeschieden | ausgeschieden | ausgeschieden | ausgeschieden | ausgeschieden            | ausgeschieden | 23     |
| Thomas Gerull                                                               | Degen Einzel       | 2. Runde: Mazzoni Yun Ganeff Soumagne                             | 0 2:5 5:2 1:5 5:2     | Lee                    | 9:10             | Mazzoni Brill          | 10:6 7:10      | ausgeschieden | ausgeschieden | ausgeschieden | ausgeschieden | ausgeschieden            | ausgeschieden | 23     |
| Thomas Gerull                                                               | Degen Einzel       | 3. Runde: Henry Yun Du Chronowski Stull                           | 0 2:5 4:5 5:3 5:4     | Lee                    | 9:10             | Mazzoni Brill          | 10:6 7:10      | ausgeschieden | ausgeschieden | ausgeschieden | ausgeschieden | ausgeschieden            | ausgeschieden | 23     |
| Alexander Pusch                                                             | Degen Einzel       | 1. Runde: Yun Chronowski Stull Youssef                            | 0 5:3 5:1             | Vánky Poffet Schuwalow | 10:5 10:4 6:10   | Cuomo                  | 4:10           | ausgeschieden | ausgeschieden | ausgeschieden | ausgeschieden | ausgeschieden            | ausgeschieden | 9      |
| Alexander Pusch                                                             | Degen Einzel       | 2. Runde: Brill Ma Strohmeyer Turiace                             | 0 5:2 1:5 5:1 5:2     | Vánky Poffet Schuwalow | 10:5 10:4 6:10   | Cuomo                  | 4:10           | ausgeschieden | ausgeschieden | ausgeschieden | ausgeschieden | ausgeschieden            | ausgeschieden | 9      |
| Alexander Pusch                                                             | Degen Einzel       | 3. Runde: Schuwalow Pantano Nagele Pásztor Kuhn                   | 0 2:5 4:5 5:0 5:4     | Vánky Poffet Schuwalow | 10:5 10:4 6:10   | Cuomo                  | 4:10           | ausgeschieden | ausgeschieden | ausgeschieden | ausgeschieden | ausgeschieden            | ausgeschieden | 9      |
| Arnd Schmitt                                                                | Degen Einzel       | 1. Runde: Kardolus di Tella Siess Bandeira Bogarín                | 0 5:5 3:5 5:1 5:0     | Machado Resnitschenko  | 10:9 9:10        | Nagele Poffet Rivas    | 10:2 10:8 10:2 | Bergström     | 10:7          | Schuwalow     | 10:9          | Riboud                   | 10:9          | Gold   |
| Arnd Schmitt                                                                | Degen Einzel       | 2. Runde: Henry Kuhn Siess al-Mashmoum                            | 0 5:4 5:2 5:4         | Machado Resnitschenko  | 10:9 9:10        | Nagele Poffet Rivas    | 10:2 10:8 10:2 | Bergström     | 10:7          | Schuwalow     | 10:9          | Riboud                   | 10:9          | Gold   |
| Arnd Schmitt                                                                | Degen Einzel       | 3. Runde: Lee Székely Poffet di Tella Birnbaum                    | 0 2:5 5:2 5:1 5:0     | Machado Resnitschenko  | 10:9 9:10        | Nagele Poffet Rivas    | 10:2 10:8 10:2 | Bergström     | 10:7          | Schuwalow     | 10:9          | Riboud                   | 10:9          | Gold   |
| Elmar Borrmann Volker Fischer Thomas Gerull Alexander Pusch Arnd Schmitt    | Degen Mannschaft   | Vereinigte Staaten Brasilien                                      | 9:2 9:3               | –                      | –                | —                      | —              | Südkorea      | 8:6           | Italien       | 8:7           | Frankreich               | 4:8           | Silber |
| Matthias Behr                                                               | Florett Einzel     | 1. Runde: Məmmədov Kajbjer Enkelmann al-Awadhi                    | 0 5:0 4:5 5:1 5:3     | Zhang Wagner           | 10:4 8:10        | Cerioni                | 8:10           | ausgeschieden | ausgeschieden | ausgeschieden | ausgeschieden | ausgeschieden            | ausgeschieden | 19     |
| Matthias Behr                                                               | Florett Einzel     | 2. Runde: Zhang Marx Turiace García Davidson                      | 0 4:5 3:5 1:5 5:3     | Zhang Wagner           | 10:4 8:10        | Cerioni                | 8:10           | ausgeschieden | ausgeschieden | ausgeschieden | ausgeschieden | ausgeschieden            | ausgeschieden | 19     |
| Matthias Behr                                                               | Florett Einzel     | 3. Runde: Gátai Emura Howe Groc                                   | 0 3:5 4:5 5:1         | Zhang Wagner           | 10:4 8:10        | Cerioni                | 8:10           | ausgeschieden | ausgeschieden | ausgeschieden | ausgeschieden | ausgeschieden            | ausgeschieden | 19     |
| Mathias Gey                                                                 | Florett Einzel     | 1. Runde: El-Husseini Strand Turiace Fonseca                      | 0 5:3 4:5 5:1         | Gosbee Zych Howe       | 10:7 10:6        | –                      | –              | Cerioni       | 8:10          | ausgeschieden | ausgeschieden | ausgeschieden            | ausgeschieden | 8      |
| Mathias Gey                                                                 | Florett Einzel     | 2. Runde: Cerioni Groc Enkelmann Soumagne Davidson                | 0 2:5 5:3 4:5 5:4 5:2 | Gosbee Zych Howe       | 10:7 10:6        | –                      | –              | Cerioni       | 8:10          | ausgeschieden | ausgeschieden | ausgeschieden            | ausgeschieden | 8      |
| Mathias Gey                                                                 | Florett Einzel     | 3. Runde: Cerioni Wagner Szekeres El-Husseini                     | 0 3:5 5:3 1:5 5:3     | Gosbee Zych Howe       | 10:7 10:6        | –                      | –              | Cerioni       | 8:10          | ausgeschieden | ausgeschieden | ausgeschieden            | ausgeschieden | 8      |
| Ulrich Schreck                                                              | Florett Einzel     | 1. Runde: Érsek Lewison Umezawa Åkerberg                          | 0 5:3 5:1 5:4 5:2     | Liu Məmmədov Enkelmann | 10:5 10:7 10:9   | –                      | –              | Howe          | 10:7          | Wagner        | 8:10          | Duell um Bronze: Cerioni | 7:10          | 4      |
| Ulrich Schreck                                                              | Florett Einzel     | 2. Runde: Érsek Numa Wendt Liu Umezawa                            | 0 5:3 3:5 5:1         | Liu Məmmədov Enkelmann | 10:5 10:7 10:9   | –                      | –              | Howe          | 10:7          | Wagner        | 8:10          | Duell um Bronze: Cerioni | 7:10          | 4      |
| Ulrich Schreck                                                              | Florett Einzel     | 3. Runde: Məmmədov Wendt Giasson Kajbjer                          | 0 2:5 5:4 5:2         | Liu Məmmədov Enkelmann | 10:5 10:7 10:9   | –                      | –              | Howe          | 10:7          | Wagner        | 8:10          | Duell um Bronze: Cerioni | 7:10          | 4      |
| Matthias Behr Thomas Endres Mathias Gey Ulrich Schreck Thorsten Weidner     | Florett Mannschaft | Frankreich Schweden Vereinigte Staaten                            | 8,63:8,64 9:0 9:4     | —                      | —                | —                      | —              | Italien       | 9:6           | DDR           | 9:4           | Sowjetunion              | 5:9           | Silber |
| Felix Becker                                                                | Säbel Einzel       | 1. Runde: Mindirhassow Dalla Barba Kościelniakowski Balk Lee      | 0 5:4 4:5 1:5 5:0 5:1 | Gedővári Olech         | 10:6 10:7        | –                      | –              | Lamour        | 6:10          | ausgeschieden | ausgeschieden | ausgeschieden            | ausgeschieden | 7      |
| Felix Becker                                                                | Säbel Einzel       | 2. Runde: Alschan Guichot Zheng Lee                               | 0 4:5 5:4 5:0 5:3     | Gedővári Olech         | 10:6 10:7        | –                      | –              | Lamour        | 6:10          | ausgeschieden | ausgeschieden | ausgeschieden            | ausgeschieden | 7      |
| Felix Becker                                                                | Säbel Einzel       | 3. Runde: Guichot Alschan Scalzo Bujdosó Banos                    | 0 5:3 4:5 3:5 5:3 5:4 | Gedővári Olech         | 10:6 10:7        | –                      | –              | Lamour        | 6:10          | ausgeschieden | ausgeschieden | ausgeschieden            | ausgeschieden | 7      |
| Jürgen Nolte                                                                | Säbel Einzel       | 1. Runde: Lamour Scalzo Piguła Lee Martini                        | 0 1:5 5:3 5:2 5:1     | Etropolski Pohossow    | 10:9 10:7        | –                      | –              | Olech         | 7:10          | ausgeschieden | ausgeschieden | ausgeschieden            | ausgeschieden | 8      |
| Jürgen Nolte                                                                | Säbel Einzel       | 2. Runde: Etropolski Delrieu Piguła Banos                         | 0 1:5 5:3 5:1         | Etropolski Pohossow    | 10:9 10:7        | –                      | –              | Olech         | 7:10          | ausgeschieden | ausgeschieden | ausgeschieden            | ausgeschieden | 8      |
| Jürgen Nolte                                                                | Säbel Einzel       | 3. Runde: Olech Nébald Delrieu Mindirhassow Zheng                 | 0 5:4 5:3 3:5 1:5 5:1 | Etropolski Pohossow    | 10:9 10:7        | –                      | –              | Olech         | 7:10          | ausgeschieden | ausgeschieden | ausgeschieden            | ausgeschieden | 8      |
| Stephan Thönneßen                                                           | Säbel Einzel       | 1. Runde: Bujdosó Marin Mormando Wang Marintscheschki Yan         | 0 2:5 5:3 5:1 2:5 5:3 | ausgeschieden          | ausgeschieden    | ausgeschieden          | ausgeschieden  | ausgeschieden | ausgeschieden | ausgeschieden | ausgeschieden | ausgeschieden            | ausgeschieden | 23     |
| Stephan Thönneßen                                                           | Säbel Einzel       | 2. Runde: Olech Dalla Barba Bujdosó Wang                          | 0 1:5 2:5 5:0         | ausgeschieden          | ausgeschieden    | ausgeschieden          | ausgeschieden  | ausgeschieden | ausgeschieden | ausgeschieden | ausgeschieden | ausgeschieden            | ausgeschieden | 23     |
| Stephan Thönneßen                                                           | Säbel Einzel       | 3. Runde: Dalla Barba Etropolski Mormando Lamour Kościelniakowski | 0 4:5 2:5 4:5 2:5     | ausgeschieden          | ausgeschieden    | ausgeschieden          | ausgeschieden  | ausgeschieden | ausgeschieden | ausgeschieden | ausgeschieden | ausgeschieden            | ausgeschieden | 23     |
| Felix Becker Jörg Kempenich Jürgen Nolte Dieter Schneider Stephan Thönneßen | Säbel Mannschaft   | Italien Vereinigte Staaten Südkorea                               | 5:9 9:3 9:1           | —                      | —                | —                      | —              | Frankreich    | 5:9           | ausgeschieden | ausgeschieden | Platz 5: Polen           | 4:9           | 6      |

### Fußball
| Wettbewerb    | Männer |
| ------------- | --- |
| Athleten      | Uwe Kamps Oliver Reck Wolfgang Funkel Roland Grahammer Thomas Hörster Gunnar Sauer Michael Schulz Rudi Bommer Holger Fach Gerhard Kleppinger Armin Görtz Thomas Häßler Olaf Janßen Christian Schreier Ralf Sievers Wolfram Wuttke Jürgen Klinsmann Fritz Walter Frank Mill Karlheinz Riedle |
| Trainer       | Hannes Löhr |
| Gruppenphase  | China 3:0 Tunesien 4:1 Schweden 1:2 |
| Viertelfinale | Sambia 4:0 |
| Halbfinale    | Brasilien 2:3 i. E. |
| Finale        | Italien 3:0 |
| Rang          | Bronze |

### Gewichtheben
| Athleten          | Wettbewerb         | Reißen   | Reißen | Stoßen   | Stoßen | Zweikampf | Zweikampf | Rang |
| Athleten          | Wettbewerb         | Gewicht  | Rang   | Gewicht  | Rang   | Gewicht   | Rang      | Rang |
| ----------------- | ------------------ | -------- | ------ | -------- | ------ | --------- | --------- | ---- |
| Männer            |                    |          |        |          |        |           |           |      |
| Roland Feldhoffer | Klasse bis 90 kg   | 150,0 kg | 10     | 200,0 kg | 4      | 350,0 kg  | 7         | 7    |
| Peter Immesberger | Klasse bis 100 kg  | 175,0 kg | 4      | 220,0 kg | 3      | 395,0 kg  | 3         | 3    |
| Maik Nill         | Klasse bis 100 kg  | 167,5 kg | 8      | 202,5 kg | 10     | 370,0 kg  | 10        | 10   |
| Eduard Ohlinger   | Klasse bis 110 kg  | 175,0 kg | 8      | NVL      | NVL    | 175,0 kg  | –         | –    |
| Frank Seipelt     | Klasse bis 110 kg  | 170,0 kg | 11     | 217,5 kg | 7      | 387,5 kg  | 8         | 8    |
| Manfred Nerlinger | Klasse über 110 kg | 190,0 kg | 2      | 240,0 kg | 2      | 430,0 kg  | 2         | 2    |
| Martin Zawieja    | Klasse über 110 kg | 182,5 kg | 3      | 232,5 kg | 3      | 415,0 kg  | 3         | 3    |

### Hockey
| Wettbewerb        | Frauen | Männer |
| ----------------- | --- | --- |
| Athleten          | Gaby Appel Bettina Blumenberg Dagmar Bremer Pia Büchel Christine Ferneck Heike Gehrmann Viola Grahl Eva Hegener Carola Hoffmann Caren Jungjohann Martina Hallmen Gaby Schöwe Susi Schmid Gabriele Uhlenbruck Silke Wehrmeister Susanne Wollschläger | Stefan Blöcher Dirk Brinkmann Thomas Brinkmann Heiner Dopp Hanns-Henning Fastrich Carsten Fischer Tobias Frank Volker Fried Horst-Ulrich Hänel Michael Hilgers Andreas Keller Michael Metz Andreas Mollandin Thomas Reck Christian Schliemann Ekkhard Schmidt-Opper |
| Trainer           | Wolfgang Strödter | Klaus Kleiter |
| Gruppenphase      | Südkorea 1:4 Australien 0:1 Kanada 2:1 | Kanada 3:1 Indien 1:1 Großbritannien 2:1 Südkorea 1:0 Sowjetunion 6:0 |
| Platzierungsrunde | Vereinigte Staaten 2:1 | – |
| Spiel um Platz 5  | Kanada 4:2 | – |
| Halbfinale        | – | Niederlande 2:1 |
| Finale            | – | Großbritannien 1:3 |
| Rang              | 5 | Silber |

### Judo
| Athleten                  | Wettbewerb        | 1. Runde | 1. Runde              | 2. Runde      | 2. Runde               | Achtelfinale  | Achtelfinale          | Viertelfinale        | Viertelfinale          | Halbfinale                | Halbfinale                   | Finale        | Finale                 | Rang   |
| Athleten                  | Wettbewerb        | Gegner   | Ergebnis              | Gegner        | Ergebnis               | Gegner        | Ergebnis              | Gegner               | Ergebnis               | Gegner                    | Ergebnis                     | Gegner        | Ergebnis               | Rang   |
| ------------------------- | ----------------- | -------- | --------------------- | ------------- | ---------------------- | ------------- | --------------------- | -------------------- | ---------------------- | ------------------------- | ---------------------------- | ------------- | ---------------------- | ------ |
| Männer                    |                   |          |                       |               |                        |               |                       |                      |                        |                           |                              |               |                        |        |
| Helmut Dietz              | Klasse bis 60 kg  | Freilos  | Freilos               | Kiejda        | Sieg durch Keikoku     | Berenstein    | Sieg durch Keikoku    | Kim                  | Niederlage durch Ippon | Trostrunde: Totikaschwili | Niederlage durch Yuko        | ausgeschieden | ausgeschieden          | =7     |
| Guido Schumacher          | Klasse bis 65 kg  | Freilos  | Freilos               | Kostadinow    | Niederlage durch Ippon | ausgeschieden | ausgeschieden         | ausgeschieden        | ausgeschieden          | ausgeschieden             | ausgeschieden                | ausgeschieden | ausgeschieden          | =20    |
| Steffen Stranz            | Klasse bis 71 kg  | Freilos  | Freilos               | Dohou Dossou  | Sieg durch Ippon       | Loll          | Niederlage durch Koka | Trostrunde: Wohlwend | Sieg durch Ippon       | Trostrunde: Swain         | Niederlage durch Yusei-gachi | ausgeschieden | ausgeschieden          | =5     |
| Frank Wieneke             | Klasse bis 78 kg  | Reiter   | Sieg durch Ippon      | Adolfsson     | Sieg durch Yuko        | González      | Sieg durch Ippon      | Tayot                | Sieg durch Koka        | Bréchôt                   | Sieg durch Koka              | Legień        | Niederlage durch Ippon | Silber |
| Michael Bazynski          | Klasse bis 86 kg  | Spijkers | Niederlage durch Yuko | ausgeschieden | ausgeschieden          | ausgeschieden | ausgeschieden         | ausgeschieden        | ausgeschieden          | ausgeschieden             | ausgeschieden                | ausgeschieden | ausgeschieden          | =33    |
| Marc Meiling              | Klasse bis 95 kg  | —        | —                     | Freilos       | Freilos                | Berland       | Sieg durch Chui       | Van de Walle         | Sieg durch Ippon       | Beutler                   | Sieg durch Chui              | Miguel        | Niederlage durch Chui  | Silber |
| Alexander von der Groeben | Klasse über 95 kg | —        | —                     | Cho           | Niederlage durch Ippon | ausgeschieden | ausgeschieden         | ausgeschieden        | ausgeschieden          | ausgeschieden             | ausgeschieden                | ausgeschieden | ausgeschieden          | =19    |

### Kanu
| Athleten                                                            | Wettbewerb | Vorlauf      | Vorlauf | Hoffnungslauf | Hoffnungslauf | Halbfinale  | Halbfinale | A/B-Finale    | A/B-Finale    | Rang |
| Athleten                                                            | Wettbewerb | Zeit         | Rang    | Zeit          | Rang          | Zeit        | Rang       | Zeit          | Rang          | Rang |
| ------------------------------------------------------------------- | ---------- | ------------ | ------- | ------------- | ------------- | ----------- | ---------- | ------------- | ------------- | ---- |
| Frauen                                                              |            |              |         |               |               |             |            |               |               |      |
| Josefa Idem-Guerrini                                                | K1 500 m   | 2:00,42 min  | 10      | —             | —             | 1:59,04 min | 6          | 2:01,80 min   | 8             | 8    |
| Andrea Martin Claudia Österheld                                     | K2 500 m   | 1:55,25 min  | 11      | 1:56,02 min   | 5             | 1:55,37 min | 10         | ausgeschieden | ausgeschieden | 10   |
| Ruth Domgörgen Josefa Idem-Guerrini Andrea Martin Claudia Österheld | K4 500 m   | 1:43,43 min  | 9       | —             | —             | 1:42,09 min | 1          | 1:45,62 min   | 5             | 5    |
| Männer                                                              |            |              |         |               |               |             |            |               |               |      |
| Hartmut Faust Wolfram Faust                                         | C2 500 m   | 1:46,,52 min | 10      | –             | –             | 1:47,70 min | 7          | ausgeschieden | ausgeschieden | 10   |
| Hartmut Faust Wolfram Faust                                         | C2 1000 m  | 3:52,43 min  | 8       | –             | –             | 3:52,03 min | 5          | 3:55,62 min   | 5             | 5    |
| Dirk Joestel                                                        | K1 500 m   | 1:45,64 min  | 8       | –             | –             | 1:43,97 min | 6          | 1:47,91 min   | 8             | 8    |
| Dirk Ulaszewski                                                     | K1 1000 m  | 3:45,10 min  | 10      | 3:46,46 min   | 2             | 3:44,17 min | 11         | ausgeschieden | ausgeschieden | 11   |
| Thomas Pfrang Reiner Scholl                                         | K2 500 m   | 1:33,29 min  | 4       | –             | –             | 1:32,73 min | 1          | 1:34,40 min   | 4             | 4    |
| Niels Ellwanger Carsten Lömker                                      | K2 1000 m  | 3:37,82 min  | 18      | 3:31,95 min   | 4             | 3:28,91 min | 10         | 3:34,63 min   | 4             | 4    |
| Dirk Joestel Thomas Reineck Gilbert Schneider Reiner Scholl         | K4 1000 m  | 3:01,07 min  | 2       | –             | –             | 3:09,67 min | 5          | 3:05,43 min   | 6             | 6    |

### Leichtathletik
Laufen und Gehen
| Athleten | Wettbewerb       | Vorlauf      | Vorlauf | Viertelfinale | Viertelfinale | Halbfinale    | Halbfinale    | Finale        | Finale        | Rang   |
| Athleten | Wettbewerb       | Zeit         | Rang    | Zeit          | Rang          | Zeit          | Rang          | Zeit          | Rang          | Rang   |
| --- | ---------------- | ------------ | ------- | ------------- | ------------- | ------------- | ------------- | ------------- | ------------- | ------ |
| Frauen |                  |              |         |               |               |               |               |               |               |        |
| Sabine Richter | 100 m            | 11,49 s      | 24      | 11,59 s       | 28            | ausgeschieden | ausgeschieden | ausgeschieden | ausgeschieden | 27     |
| Ulrike Sarvari | 100 m            | 11,26 s      | 15      | 11,16 s       | 15            | 11,12 s       | 9             | ausgeschieden | ausgeschieden | 9      |
| Andrea Thomas | 100 m            | 11,46 s      | 23      | 11,37 s       | 22            | ausgeschieden | ausgeschieden | ausgeschieden | ausgeschieden | 21     |
| Andrea Thomas | 200 m            | 22,92 s      | 7       | 22,84 s       | 10            | 22,91 s       | 13            | ausgeschieden | ausgeschieden | 13     |
| Karin Janke | 200 m            | 23,83 s      | 33      | 23,87 s       | 30            | ausgeschieden | ausgeschieden | ausgeschieden | ausgeschieden | 30     |
| Silke Knoll | 200 m            | 23,51        | 24      | 23,15 s       | 19            | ausgeschieden | ausgeschieden | ausgeschieden | ausgeschieden | 19     |
| Helga Arendt | 400 m            | 52,69 s      | 14      | 52,08 s       | 17            | 50,36 s       | 11            | 51,17 s       | 7             | 7      |
| Ute Thimm | 400 m            | 52,79 s      | 16      | 51,18 s       | 5             | 50,28 s       | 9             | ausgeschieden | ausgeschieden | 10     |
| Gabriela Lesch | 800 m            | 2:00,95 min  | 3       | —             | —             | 1:59,85 min   | 9             | ausgeschieden | ausgeschieden | 9      |
| Vera Michallek | 1500 m           | 4:10,05 min  | 18      | —             | —             | —             | —             | ausgeschieden | ausgeschieden | 18     |
| Vera Michallek | 3000 m           | 8:51,34 min  | 16      | —             | —             | —             | —             | ausgeschieden | ausgeschieden | 16     |
| Claudia Zaczkiewicz | 100 m Hürden     | 13,00 s      | 6       | 12,87 s       | 6             | 12,75 s       | 4             | 12,75 s       | 3             | Bronze |
| Gudrun Abt | 400 m Hürden     | 55,72 s      | 8       | —             | —             | 54,53 s       | 6             | 54,04 s       | 6             | 6      |
| Kerstin Preßler | Marathon         | —            | —       | —             | —             | —             | —             | 2:34:26 h     | 21            | 21     |
| Gaby Wolf | Marathon         | —            | —       | —             | —             | —             | —             | 2:35:11 h     | 27            | 27     |
| Sabine Richter Ulrike Sarvari Ute Thimm Andrea Thomas                                                                                     | 4 × 100 m        | 42,99 s      | 4       | —             | —             | 42,69 s       | 4             | 42,76 s       | 4             | 4      |
| Gudrun Abt Helga Arendt Ute Thimm (Finale) Andrea Thomas (Finale) Gisela Kinzel (Vorlauf) Michaela Schabinger (Vorlauf)                   | 4 × 400 m        | 3:27,75 min  | 6       | —             | —             | —             | —             | 3:22,49 min   | 4             | 4      |
| Männer |                  |              |         |               |               |               |               |               |               |        |
| Christian Haas | 100 m            | 10,54 s      | 38      | 10,57 s       | 38            | ausgeschieden | ausgeschieden | ausgeschieden | ausgeschieden | 38     |
| Norbert Dobeleit | 200 m            | 20,86 s      | 12      | 20,98 s       | 24            | ausgeschieden | ausgeschieden | ausgeschieden | ausgeschieden | 24     |
| Ralf Lübke | 200 m            | 20,81 s      | 10      | 20,80 s       | 16            | 21,23 s       | 16            | ausgeschieden | ausgeschieden | 16     |
| Peter Braun | 800 m            | 1:47,32 min  | 11      | 1:46,86 min   | 18            | 1:47,43 min   | 16            | ausgeschieden | ausgeschieden | 16     |
| Dieter Baumann | 5000 m           | 13:58,46 min | 29      | —             | —             | 13:22,71 min  | 3             | 13:15,73 min  | 2             | Silber |
| Florian Schwarthoff | 110 m Hürden     | 14,13 s      | 24      | 13,67 s       | 10            | ausgeschieden | ausgeschieden | ausgeschieden | ausgeschieden | 17     |
| Edgar Itt | 400 m Hürden     | 50,10 s      | 12      | —             | —             | 48,86 s       | 6             | 48,78 s       | 8             | 8      |
| Harald Schmid | 400 m Hürden     | 49,77 s      | 9       | —             | —             | 48,93 s       | 8             | 48,76 s       | 7             | 7      |
| Jens Volkmann | 3000 m Hindernis | 8:36,37 min  | 11      | —             | —             | 8:25,19 min   | 16            | ausgeschieden | ausgeschieden | 16     |
| Ralf Salzmann | Marathon         | —            | —       | —             | —             | —             | —             | 2:16:54 h     | 23            | 23     |
| Peter Klein Christian Haas Fritz Heer Dirk Schweisfurth                                                                                   | 4 × 100 m        | 39,01 s      | 3       | —             | —             | 38,75 s       | 5             | 38,55 s       | 6             | 6      |
| Ralf Lübke Jörg Vaihinger Norbert Dobeleit (Halbfinale, Finale) Edgar Itt (Finale) Mark Henrich (Vorlauf, Halbfinale) Bodo Kuhn (Vorlauf) | 4 × 400 m        | 3:03,90 min  | 2       | —             | —             | 3:00,66 min   | 2             | 3:00,56 min   | 3             | Bronze |

Springen und Werfen
| Athleten          | Wettbewerb  | Qualifikation | Qualifikation | Finale        | Finale        | Rang   |
| Athleten          | Wettbewerb  | Weite/Höhe    | Rang          | Weite/Höhe    | Rang          | Rang   |
| ----------------- | ----------- | ------------- | ------------- | ------------- | ------------- | ------ |
| Frauen            |             |               |               |               |               |        |
| Heike Redetzky    | Hochsprung  | 1,90 m        | 13            | ausgeschieden | ausgeschieden | 13     |
| Claudia Losch     | Kugelstoßen | 20,39 m       | 1             | 20,27 m       | 5             | 5      |
| Iris Plotzitzka   | Kugelstoßen | 19,06 m       | 14            | ausgeschieden | ausgeschieden | 14     |
| Beate Peters      | Speerwurf   | 60,20 m       | 14            | ausgeschieden | ausgeschieden | 14     |
| Ingrid Thyssen    | Speerwurf   | 63,32 m       | 8             | 60,76 m       | 8             | 8      |
| Männer            |             |               |               |               |               |        |
| Dietmar Mögenburg | Hochsprung  | 2,28 m        | 1             | 2,34 m        | 6             | 6      |
| Carlo Thränhardt  | Hochsprung  | 2,25 m        | 13            | 2,31 m        | 7             | 7      |
| Christoph Sahner  | Hammerwurf  | 75,84 m       | 13            | ausgeschieden | ausgeschieden | 13     |
| Heinz Weis        | Hammerwurf  | 77,24 m       | 7             | 79,16 m       | 5             | 5      |
| Wulf Brunner      | Diskuswurf  | 57,50 m       | 22            | ausgeschieden | ausgeschieden | 22     |
| Rolf Danneberg    | Diskuswurf  | 65,70 m       | 1             | 67,38 m       | 3             | Bronze |
| Alois Hannecker   | Diskuswurf  | 61,44 m       | 11            | 63,28 m       | 8             | 8      |
| Klaus Tafelmeier  | Speerwurf   | 80,52 m       | 5             | 82,72 m       | 4             | 4      |

Mehrkampf
| Athletinnen   | 100 m Hürden | 100 m Hürden | Hochsprung | Hochsprung | Kugelstoßen | Kugelstoßen | 200 m   | 200 m  | Weitsprung    | Weitsprung    | Speerwurf     | Speerwurf     | 800 m         | 800 m         | Punkte | Rang |
| Athletinnen   | Zeit         | Punkte       | Höhe       | Punkte     | Weite       | Punkte      | Zeit    | Punkte | Weite         | Punkte        | Weite         | Punkte        | Zeit          | Punkte        | Punkte | Rang |
| ------------- | ------------ | ------------ | ---------- | ---------- | ----------- | ----------- | ------- | ------ | ------------- | ------------- | ------------- | ------------- | ------------- | ------------- | ------ | ---- |
| Siebenkampf   |              |              |            |            |             |             |         |        |               |               |               |               |               |               |        |      |
| Sabine Braun  | 13,71 s      | 1020         | 1,83 m     | 1016       | 13,16 m     | 738         | 24,78 s | 907    | 6,12 m        | 887           | 44,58 m       | 755           | 2:22,82 min   | 786           | 6109   | 14   |
| Sabine Everts | 13,74 a      | 1015         | 1,71 m     | 867        | 11,54 m     | 631         | DNS     | DNS    | ausgeschieden | ausgeschieden | ausgeschieden | ausgeschieden | ausgeschieden | ausgeschieden | DNF    | DNF  |

| Athleten       | 100 m | 100 m | Weitsprung    | Weitsprung    | Kugelstoßen   | Kugelstoßen   | Hochsprung    | Hochsprung    | 400 m         | 400 m         | 110 m Hürden  | 110 m Hürden  | Diskuswurf    | Diskuswurf    | Stabhochsprung | Stabhochsprung | Speerwurf     | Speerwurf     | 1500 m        | 1500 m        | Punkte | Rang |
| Athleten       | Zeit  | Pkte. | Weite         | Pkte.         | Weite         | Pkte.         | Höhe          | Pkte.         | Zeit          | Pkte.         | Zeit          | Pkte.         | Weite         | Pkte.         | Höhe           | Pkte.          | Weite         | Pkte.         | Zeit          | Pkte.         | Punkte | Rang |
| -------------- | ----- | ----- | ------------- | ------------- | ------------- | ------------- | ------------- | ------------- | ------------- | ------------- | ------------- | ------------- | ------------- | ------------- | -------------- | -------------- | ------------- | ------------- | ------------- | ------------- | ------ | ---- |
| Zehnkampf      |       |       |               |               |               |               |               |               |               |               |               |               |               |               |                |                |               |               |               |               |        |      |
| Jürgen Hingsen | DSQ   | DSQ   | ausgeschieden | ausgeschieden | ausgeschieden | ausgeschieden | ausgeschieden | ausgeschieden | ausgeschieden | ausgeschieden | ausgeschieden | ausgeschieden | ausgeschieden | ausgeschieden | ausgeschieden  | ausgeschieden  | ausgeschieden | ausgeschieden | ausgeschieden | ausgeschieden | DSQ    | DSQ  |

### Moderner Fünfkampf
| Athleten                                            | Wettbewerb | Reiten                              | Reiten | Fechten  | Fechten | Schießen    | Schießen | Schwimmen                           | Schwimmen | 4000 m Crosslauf              | 4000 m Crosslauf | Gesamt | Gesamt |
| Athleten                                            | Wettbewerb | Zeit                                | Punkte | Siege    | Punkte  | Ringe       | Punkte   | Zeit                                | Punkte    | Zeit                          | Punkte           | Punkte | Rang   |
| --------------------------------------------------- | ---------- | ----------------------------------- | ------ | -------- | ------- | ----------- | -------- | ----------------------------------- | --------- | ----------------------------- | ---------------- | ------ | ------ |
| Männer                                              |            |                                     |        |          |         |             |          |                                     |           |                               |                  |        |        |
| Dirk Knappheide                                     | Einzel     | 1:45,12 min                         | 1034   | 26       | 677     | 191         | 934      | 3:20,34 min                         | 1272      | DNF                           | 0                | 3917   | 42     |
| Markus Marsollek                                    | Einzel     | 2:03,53 min                         | 858    | 36       | 847     | 196         | 1044     | 3:36,88 min                         | 1140      | 13:50,91 min                  | 1075             | 4964   | 24     |
| Michael Zimmermann                                  | Einzel     | 1:42,46 min                         | 950    | 34       | 813     | 186         | 824      | 3:24,23 min                         | 1240      | 14:30,23 min                  | 955              | 4782   | 41     |
| Dirk Knappheide Markus Marsollek Michael Zimmermann | Mannschaft | 1:45,12 min 2:03,53 min 1:42,46 min | 2842   | 26 36 34 | 2337    | 191 196 186 | 2802     | 3:20,34 min 3:36,88 min 3:24,23 min | 3652      | DNF 13:50,91 min 14:30,23 min | 2030             | 13.663 | 15     |

### Radsport

#### Bahn
| Athleten                                          | Wettbewerb            | Qualifikation | Qualifikation | Viertelfinale | Viertelfinale | Viertelfinale | Halbfinale    | Halbfinale    | Halbfinale    | Finale        | Finale        | Finale        | Rang |
| Athleten                                          | Wettbewerb            | Zeit          | Rang          | Gegner        | Zeit          | Rang          | Gegner        | Zeit/Erg.     | Rang          | Gegner        | Zeit/Erg.     | Rang          | Rang |
| ------------------------------------------------- | --------------------- | ------------- | ------------- | ------------- | ------------- | ------------- | ------------- | ------------- | ------------- | ------------- | ------------- | ------------- | ---- |
| Männer                                            |                       |               |               |               |               |               |               |               |               |               |               |               |      |
| Thomas Dürst                                      | Einerverfolgung       | 4:45,59 min   | 10            | Ivan Beltrami | 4:45,20 min   | 2             | ausgeschieden | ausgeschieden | ausgeschieden | ausgeschieden | ausgeschieden | ausgeschieden | 10   |
| Thomas Dürst Matthias Lange Uwe Nepp Michael Rich | Mannschaftsverfolgung | 4:23,10 min   | 10            | ausgeschieden | ausgeschieden | ausgeschieden | ausgeschieden | ausgeschieden | ausgeschieden | ausgeschieden | ausgeschieden | ausgeschieden | 10   |

| Athleten    | Wettbewerb | Qualifikation | Qualifikation | 1. Runde                                              | 1. Runde | Achtelfinale                 | Achtelfinale | Viertelfinale | Viertelfinale | Halbfinale    | Halbfinale    | Rennen um Platz 5 | Rang |
| Athleten    | Wettbewerb | Zeit          | Rang          | Gegner                                                | Rang     | Gegner                       | Rang         | Gegner        | Ergebnis      | Gegner        | Ergebnis      | Rang              | Rang |
| ----------- | ---------- | ------------- | ------------- | ----------------------------------------------------- | -------- | ---------------------------- | ------------ | ------------- | ------------- | ------------- | ------------- | ----------------- | ---- |
| Männer      |            |               |               |                                                       |          |                              |              |               |               |               |               |                   |      |
| Frank Weber | Sprint     | 10,919 s      | 7             | Erik Schoefs Michele Smith                            | 2        | Nikolai Kowsch Fabrice Colas | 3            | Lutz Heßlich  | 0:2           | ausgeschieden | ausgeschieden | 3                 | 7    |
| Frank Weber | Sprint     | 10,919 s      | 7             | Hoffnungslauf: Mario Pons Bailón Becerra Colin Abrams | 1        | Hoffnungslauf: Curt Harnett  | 1            | Lutz Heßlich  | 0:2           | ausgeschieden | ausgeschieden | 3                 | 7    |

| Athleten          | Wettbewerb   | Halbfinale | Halbfinale | Finale       | Finale | Rang   |
| Athleten          | Wettbewerb   | Punkte     | Rang       | Punkte/Zeit  | Rang   | Rang   |
| ----------------- | ------------ | ---------- | ---------- | ------------ | ------ | ------ |
| Männer            |              |            |            |              |        |        |
| Uwe Messerschmidt | Punktefahren | 22         | 7          | 28           | 6      | 6      |
| Robert Lechner    | Zeitfahren   | —          | —          | 1:05,114 min | 3      | Bronze |

#### Straße
| Athleten                                               | Wettbewerb            | Zeit        | Rang   |
| ------------------------------------------------------ | --------------------- | ----------- | ------ |
| Frauen                                                 |                       |             |        |
| Jutta Niehaus                                          | Straßenrennen         | 2:00:52 h   | Silber |
| Viola Paulitz                                          | Straßenrennen         | 2:00:52 h   | 13     |
| Ines Varenkamp                                         | Straßenrennen         | 2:00:52 h   | 12     |
| Männer                                                 |                       |             |        |
| Bernd Gröne                                            | Straßenrennen         | 4:32:25 h   | Silber |
| Christian Henn                                         | Straßenrennen         | 4:32:46 h   | Bronze |
| Remig Stumpf                                           | Straßenrennen         | 4:32:56 h   | 14     |
| Ernst Christl Bernd Gröne Rajmund Lehnert Remig Stumpf | Mannschaftszeitfahren | 2:00:06,3 h | 6      |

### Reiten

#### Dressurreiten
| Athleten | Wettbewerb | Qualifikation | Qualifikation | Finale        | Finale        | Rang |
| Athleten | Wettbewerb | Punkte        | Rang          | Punkte        | Rang          | Rang |
| --- | ---------- | ------------- | ------------- | ------------- | ------------- | ---- |
| Reiner Klimke mit Ahlerich | Einzel     | 1402          | 20            | ausgeschieden | ausgeschieden | 20   |
| Ann Kathrin Linsenhoff mit Courage                                                                                                | Einzel     | 1411          | 6             | 1374          | 8             | 8    |
| Monica Theodorescu mit Ganimedes                                                                                                  | Einzel     | 1433          | 3             | 1385          | 6             | 6    |
| Nicole Uphoff-Becker mit Rembrandt                                                                                                | Einzel     | 1458          | 1             | 1521          | 1             | Gold |
| Reiner Klimke mit Ahlerich Ann Kathrin Linsenhoff mit Courage Monica Theodorescu mit Ganimedes Nicole Uphoff-Becker mit Rembrandt | Mannschaft | —             | —             | 4302          | 1             | Gold |

#### Springreiten
| Athleten | Wettbewerb | Strafpunkte   | Strafpunkte   | Strafpunkte   | Rang   |
| Athleten | Wettbewerb | Qualifikation | Finale        | Stechen       | Rang   |
| --- | ---------- | ------------- | ------------- | ------------- | ------ |
| Wolfgang Brinkmann mit Pedro                                                                                              | Einzel     | 106,50        | ausgeschieden | ausgeschieden | 39     |
| Dirk Hafemeister mit Orchidee                                                                                             | Einzel     | 139,50        | 18,00         | ausgeschieden | 19     |
| Karsten Huck mit Nepomuk                                                                                                  | Einzel     | 118,00        | 4,00          | 4,00          | Bronze |
| Franke Sloothaak mit Walzerkönig                                                                                          | Einzel     | 104,00        | 12,00         | ausgeschieden | 7      |
| Ludger Beerbaum mit The Freak Wolfgang Brinkmann mit Pedro Dirk Hafemeister mit Orchidee Franke Sloothaak mit Walzerkönig | Mannschaft | —             | 17,25         | —             | Gold   |

#### Vielseitigkeitsreiten
| Athleten | Wettbewerb | Minuspunkte Dressur     | Minuspunkte Gelände     | Minuspunkte Springen | Minuspunkte Gesamt | Rang |
| --- | ---------- | ----------------------- | ----------------------- | -------------------- | ------------------ | ---- |
| Matthias Baumann mit Shamrock II                                                                                            | Einzel     | 50,60                   | 13,20                   | 5,00                 | 68,80              | 6    |
| Ralf Ehrenbrink mit Uncle Todd                                                                                              | Einzel     | 66,20                   | 39,60                   | DNF                  | DNF                | DNF  |
| Claus Erhorn mit Justyn Thyme                                                                                               | Einzel     | 39,60                   | 16,00                   | 6,75                 | 62,35              | 4    |
| Thies Kaspareit mit Sherry 42                                                                                               | Einzel     | 46,80                   | 38,00                   | 10,00                | 94,80              | 9    |
| Matthias Baumann mit Shamrock II Ralf Ehrenbrink mit Uncle Todd Claus Erhorn mit Justyn Thyme Thies Kaspareit mit Sherry 42 | Mannschaft | 50,60 66,20 39,60 46,80 | 13,20 39,60 16,00 38,00 | 5,00 DNF 6,75 10,00  | 229,95             | Gold |

### Rhythmische Sportgymnastik
| Athletinnen      | Wettbewerb       | Qualifikation | Qualifikation | Finale | Finale | Rang |
| Athletinnen      | Wettbewerb       | Punkte        | Rang          | Punkte | Rang   | Rang |
| ---------------- | ---------------- | ------------- | ------------- | ------ | ------ | ---- |
| Frauen           |                  |               |               |        |        |      |
| Marion Rothhaar  | Mehrkampf Einzel | 38,50         | 17            | 57,850 | 19     | 19   |
| Diana Schmiemann | Mehrkampf Einzel | 38,80         | 10            | 58,600 | 8      | 8    |

### Ringen

#### Freier Stil
| Athleten          | Wettbewerb        | Gruppenphase                | Gruppenphase                | Finalrunde                          | Finalrunde            | Rang          |
| Athleten          | Wettbewerb        | Gegner                      | Ergebnis                    | Gegner                              | Ergebnis              | Rang          |
| ----------------- | ----------------- | --------------------------- | --------------------------- | ----------------------------------- | --------------------- | ------------- |
| Männer            |                   |                             |                             |                                     |                       |               |
| Reiner Heugabel   | Klasse bis 48 kg  | Tümendembereliin Sükhbaatar | Schultersieg                | Kampf um Platz 5: İlyas Şükrüoğlu   | Sieg wegen Passivität | 5             |
| Reiner Heugabel   | Klasse bis 48 kg  | Liang Dejin                 | Schultersieg                | Kampf um Platz 5: İlyas Şükrüoğlu   | Sieg wegen Passivität | 5             |
| Reiner Heugabel   | Klasse bis 48 kg  | Rajesh Kumar                | 12:0                        | Kampf um Platz 5: İlyas Şükrüoğlu   | Sieg wegen Passivität | 5             |
| Reiner Heugabel   | Klasse bis 48 kg  | Sergei Karamtschakow        | Sieg wegen Passivität       | Kampf um Platz 5: İlyas Şükrüoğlu   | Sieg wegen Passivität | 5             |
| Reiner Heugabel   | Klasse bis 48 kg  | Volker Anger                | Sieg wegen Passivität       | Kampf um Platz 5: İlyas Şükrüoğlu   | Sieg wegen Passivität | 5             |
| Reiner Heugabel   | Klasse bis 48 kg  | Iwan Zonow                  | 0:3                         | Kampf um Platz 5: İlyas Şükrüoğlu   | Sieg wegen Passivität | 5             |
| Herbert Tutsch    | Klasse bis 52 kg  | Ahmad Naseer                | 3:7                         | ausgeschieden                       | ausgeschieden         | ausgeschieden |
| Herbert Tutsch    | Klasse bis 52 kg  | Jihad Sharif                | Schultersieg                | ausgeschieden                       | ausgeschieden         | ausgeschieden |
| Herbert Tutsch    | Klasse bis 52 kg  | László Bíró                 | Schultersieg                | ausgeschieden                       | ausgeschieden         | ausgeschieden |
| Jürgen Scheibe    | Klasse bis 57 kg  | Sergei Beloglasow           | 1:4                         | ausgeschieden                       | ausgeschieden         | ausgeschieden |
| Jürgen Scheibe    | Klasse bis 57 kg  | David Ogden                 | 14:3                        | ausgeschieden                       | ausgeschieden         | ausgeschieden |
| Jürgen Scheibe    | Klasse bis 57 kg  | Lawrence Holmes             | 6:8                         | ausgeschieden                       | ausgeschieden         | ausgeschieden |
| Jörg Helmdach     | Klasse bis 62 kg  | Kim Yeon-man                | 8.4                         | Kampf um Platz 5: Awirmediin Enchee | 5:4                   | 5             |
| Jörg Helmdach     | Klasse bis 62 kg  | Javier Rincon               | 4:0                         | Kampf um Platz 5: Awirmediin Enchee | 5:4                   | 5             |
| Jörg Helmdach     | Klasse bis 62 kg  | Ludwig Küng                 | 6:0                         | Kampf um Platz 5: Awirmediin Enchee | 5:4                   | 5             |
| Jörg Helmdach     | Klasse bis 62 kg  | Stepan Sargsjan             | 2:7                         | Kampf um Platz 5: Awirmediin Enchee | 5:4                   | 5             |
| Jörg Helmdach     | Klasse bis 62 kg  | Akbar Fallah                | 0:5                         | Kampf um Platz 5: Awirmediin Enchee | 5:4                   | 5             |
| Alexander Leipold | Klasse bis 68 kg  | Satyawan Satyawan           | 11:1                        | Kampf um Platz 7: Angel Jassenow    | 14:10                 | 7             |
| Alexander Leipold | Klasse bis 68 kg  | Andrzej Kubiak              | 3:2                         | Kampf um Platz 7: Angel Jassenow    | 14:10                 | 7             |
| Alexander Leipold | Klasse bis 68 kg  | Nate Carr                   | 3:11                        | Kampf um Platz 7: Angel Jassenow    | 14:10                 | 7             |
| Alexander Leipold | Klasse bis 68 kg  | Khenmedekhiin Amaraa        | 5:3                         | Kampf um Platz 7: Angel Jassenow    | 14:10                 | 7             |
| Alexander Leipold | Klasse bis 68 kg  | David McKay                 | 7:11                        | Kampf um Platz 7: Angel Jassenow    | 14:10                 | 7             |
| Reiner Trik       | Klasse bis 82 kg  | Andrzej Radomski            | 12:9                        | ausgeschieden                       | ausgeschieden         | ausgeschieden |
| Reiner Trik       | Klasse bis 82 kg  | Mark Schultz                | 1:16                        | ausgeschieden                       | ausgeschieden         | ausgeschieden |
| Reiner Trik       | Klasse bis 82 kg  | Necmi Gençalp               | 0:8                         | ausgeschieden                       | ausgeschieden         | ausgeschieden |
| Bodo Lukowski     | Klasse bis 90 kg  | Mohamed Reza Tupchi         | 2:3                         | ausgeschieden                       | ausgeschieden         | ausgeschieden |
| Bodo Lukowski     | Klasse bis 90 kg  | Jerzy Nieć                  | Sieg wegen Passivität       | ausgeschieden                       | ausgeschieden         | ausgeschieden |
| Bodo Lukowski     | Klasse bis 90 kg  | Rumen Alabakow              | 2:3                         | ausgeschieden                       | ausgeschieden         | ausgeschieden |
| Wilfried Colling  | Klasse bis 100 kg | Georgi Karadutschew         | 0:2                         | ausgeschieden                       | ausgeschieden         | ausgeschieden |
| Wilfried Colling  | Klasse bis 100 kg | Vasile Pușcașu              | 0:4                         | ausgeschieden                       | ausgeschieden         | ausgeschieden |
| Ralf Bremmer      | Klasse bis 130 kg | Hiroyuki Obata              | 4:8                         | Kampf um Platz 7: Adam Sandurski    | 5:7                   | 8             |
| Ralf Bremmer      | Klasse bis 130 kg | Miroslav Luberda            | Schultersieg                | Kampf um Platz 7: Adam Sandurski    | 5:7                   | 8             |
| Ralf Bremmer      | Klasse bis 130 kg | Dawit Gobedschischwili      | Niederlage durch Passivität | Kampf um Platz 7: Adam Sandurski    | 5:7                   | 8             |

#### Griechisch-römischer Stil
| Athleten           | Wettbewerb        | Gruppenphase         | Gruppenphase                | Finalrunde                         | Finalrunde            | Rang          |
| Athleten           | Wettbewerb        | Gegner               | Ergebnis                    | Gegner                             | Ergebnis              | Rang          |
| ------------------ | ----------------- | -------------------- | --------------------------- | ---------------------------------- | --------------------- | ------------- |
| Männer             |                   |                      |                             |                                    |                       |               |
| Markus Scherer     | Klasse bis 48 kg  | Reza Simkhah         | 10:5                        | Kampf um Platz 5: Khaled al-Faraj  | 6:16                  | 6             |
| Markus Scherer     | Klasse bis 48 kg  | Bratan Zenow         | 3:15                        | Kampf um Platz 5: Khaled al-Faraj  | 6:16                  | 6             |
| Markus Scherer     | Klasse bis 48 kg  | Yang Zhizhong        | 13:4                        | Kampf um Platz 5: Khaled al-Faraj  | 6:16                  | 6             |
| Markus Scherer     | Klasse bis 48 kg  | Vincenzo Maenza      | 1:15                        | Kampf um Platz 5: Khaled al-Faraj  | 6:16                  | 6             |
| Rıfat Yıldız       | Klasse bis 57 kg  | Mehdi Chaambi        | 12:0                        | ausgeschieden                      | ausgeschieden         | ausgeschieden |
| Rıfat Yıldız       | Klasse bis 57 kg  | Ramón Meña           | 16:0                        | ausgeschieden                      | ausgeschieden         | ausgeschieden |
| Rıfat Yıldız       | Klasse bis 57 kg  | András Sike          | Niederlage durch Passivität | ausgeschieden                      | ausgeschieden         | ausgeschieden |
| Rıfat Yıldız       | Klasse bis 57 kg  | Yang Changling       | 5:8                         | ausgeschieden                      | ausgeschieden         | ausgeschieden |
| Peter Behl         | Klasse bis 62 kg  | Carlos Fernández     | 15:0                        | Kampf um Platz 5: Isaac Anderson   | 5:1                   | 5             |
| Peter Behl         | Klasse bis 62 kg  | Hugo Dietsche        | Niederlage durch Passivität | Kampf um Platz 5: Isaac Anderson   | 5:1                   | 5             |
| Peter Behl         | Klasse bis 62 kg  | Zeki Şahin           | Sieg wegen Passivität       | Kampf um Platz 5: Isaac Anderson   | 5:1                   | 5             |
| Peter Behl         | Klasse bis 62 kg  | Jenő Bódi            | 1:10                        | Kampf um Platz 5: Isaac Anderson   | 5:1                   | 5             |
| Claudio Passarelli | Klasse bis 68 kg  | Franck Abrial        | 7:0                         | ausgeschieden                      | ausgeschieden         | ausgeschieden |
| Claudio Passarelli | Klasse bis 68 kg  | Zhao Jianqiang       | 8:1                         | ausgeschieden                      | ausgeschieden         | ausgeschieden |
| Claudio Passarelli | Klasse bis 68 kg  | Nandor Sabo          | 3:4                         | ausgeschieden                      | ausgeschieden         | ausgeschieden |
| Claudio Passarelli | Klasse bis 68 kg  | Kim Sung-moon        | Niederlage durch Passivität | ausgeschieden                      | ausgeschieden         | ausgeschieden |
| Roger Gößner       | Klasse bis 82 kg  | Tibor Komáromi       | Niederlage durch Passivität | ausgeschieden                      | ausgeschieden         | ausgeschieden |
| Roger Gößner       | Klasse bis 82 kg  | Barthelémy N’To      | Schultersieg                | ausgeschieden                      | ausgeschieden         | ausgeschieden |
| Roger Gößner       | Klasse bis 82 kg  | Stig Arild Kleven    | Sieg wegen Passivität       | ausgeschieden                      | ausgeschieden         | ausgeschieden |
| Roger Gößner       | Klasse bis 82 kg  | Magnus Frederiksson  | 1:3                         | ausgeschieden                      | ausgeschieden         | ausgeschieden |
| Andreas Steinbach  | Klasse bis 90 kg  | Doug Cox             | 16:0                        | Kampf um Platz 5: Franz Pitschmann | Sieg wegen Passivität | 5             |
| Andreas Steinbach  | Klasse bis 90 kg  | Jean-Baptiste Youmbi | Sieg wegen Passivität       | Kampf um Platz 5: Franz Pitschmann | Sieg wegen Passivität | 5             |
| Andreas Steinbach  | Klasse bis 90 kg  | Michial Foy          | 15:5                        | Kampf um Platz 5: Franz Pitschmann | Sieg wegen Passivität | 5             |
| Andreas Steinbach  | Klasse bis 90 kg  | Harri Koskela        | 1:2                         | Kampf um Platz 5: Franz Pitschmann | Sieg wegen Passivität | 5             |
| Andreas Steinbach  | Klasse bis 90 kg  | Wladimir Popow       | 0:3                         | Kampf um Platz 5: Franz Pitschmann | Sieg wegen Passivität | 5             |
| Gerhard Himmel     | Klasse bis 100 kg | Sören Claesson       | Sieg wegen Passivität       | Andrzej Wroński                    | 1:3                   | Silber        |
| Gerhard Himmel     | Klasse bis 100 kg | Ambroise Sarr        | Schultersieg                | Andrzej Wroński                    | 1:3                   | Silber        |
| Gerhard Himmel     | Klasse bis 100 kg | Tamás Gáspár         | Sieg wegen Passivität       | Andrzej Wroński                    | 1:3                   | Silber        |
| Gerhard Himmel     | Klasse bis 100 kg | Yoo Young-tae        | 7:0                         | Andrzej Wroński                    | 1:3                   | Silber        |
| Gerhard Himmel     | Klasse bis 100 kg | Ilija Georgiew       | Sieg wegen Passivität       | Andrzej Wroński                    | 1:3                   | Silber        |
| Fritz Gerdsmeier   | Klasse bis 130 kg | László Klauz         | Niederlage durch Passivität | ausgeschieden                      | ausgeschieden         | ausgeschieden |
| Fritz Gerdsmeier   | Klasse bis 130 kg | Tomas Johansson      | 1:2                         | ausgeschieden                      | ausgeschieden         | ausgeschieden |

### Rudern
| Athleten | Wettbewerb             | Vorlauf     | Vorlauf | Vorlauf       | Hoffnungslauf | Hoffnungslauf | Hoffnungslauf | Halbfinale    | Halbfinale    | Halbfinale    | Finale        | Finale        | Rang   |
| Athleten | Wettbewerb             | Zeit        | Rang    | Qualifikation | Zeit          | Rang          | Qualifikation | Zeit          | Rang          | Qualifikation | Zeit          | Rang          | Rang   |
| --- | ---------------------- | ----------- | ------- | ------------- | ------------- | ------------- | ------------- | ------------- | ------------- | ------------- | ------------- | ------------- | ------ |
| Frauen |                        |             |         |               |               |               |               |               |               |               |               |               |        |
| Bettina Kämpf Cordula Keller | Zweier ohne Steuerfrau | 8:19,76 min | 8       | Hoffnungslauf | 8:20,13 min   | 8             | B-Finale      | —             | —             | —             | 8:22,08 min   | 3             | 9      |
| Inge Althoff Meike Holländer Elke Markwort Gabriele Mehl Cerstin Petersmann Katrin Petersmann Kerstin Rehders Anja Schäfer Kerstin Peters (Steuerfrau)      | Achter                 | 6:38,31 min | 6       | Hoffnungslauf | 6:12,70 min   | 5             | –             | ausgeschieden | ausgeschieden | ausgeschieden | ausgeschieden | ausgeschieden | 7      |
| Männer |                        |             |         |               |               |               |               |               |               |               |               |               |        |
| Peter-Michael Kolbe | Einer                  | 7:12,35 min | 3       | Hoffnungslauf | 7:12,27 min   | 5             | Halbfinale    | 7:01,76 min   | 3             | A-Finale      | 6:54,77 min   | 2             | Silber |
| Frank Dietrich Michael Twittmann | Zweier ohne Steuermann | 6:45,73 min | 11      | Hoffnungslauf | 6:52,03 min   | 1             | Halbfinale    | 6:54,24 min   | 9             | B-Finale      | 7:19,48 min   | 1             | 7      |
| Christian Händle Ralf Thienel | Doppelzweier           | 6:21,95 min | 7       | Hoffnungslauf | 6:37,84 min   | 1             | Halbfinale    | 6:23,55 min   | 6             | A-Finale      | 6:24,97 min   | 4             | 4      |
| Roland Baar Wolfgang Klapheck Christoph Korte Andreas Lütkefels Martin Ruppel (Steuermann)                                                                  | Vierer mit Steuermann  | 6:02,98 min | 2       | Halbfinale    | –             | –             | –             | 6:15,87 min   | 7             | B-Finale      | 6:42,65 min   | 1             | 7      |
| Guido Grabow Volker Grabow Norbert Keßlau Jörg Puttlitz | Vierer ohne Steuermann | 6:13,16 min | 8       | Halbfinale    | –             | –             | –             | 6:04,17 min   | 4             | A-Finale      | 6:06,22 min   | 3             | Bronze |
| Georg Agrikola Christoph Galandi Oliver Grüner Andreas Reinke                                                                                               | Doppelvierer           | 5.52,45 min | 8       | Halbfinale    | –             | –             | –             | 5:50,96 min   | 3             | A-Finale      | 5:59,59 min   | 6             | 6      |
| Thomas Domian Armin Eichholz Wolfgang Maennig Matthias Mellinghaus Thomas Möllenkamp Bahne Rabe Eckhardt Schultz Ansgar Wessling Manfred Klein (Steuermann) | Achter                 | 5:32,36 min | 1       | Finale        | –             | –             | –             | —             | —             | —             | 5:46,05 min   | 1             | Gold   |

### Schießen
| Athleten             | Wettbewerb                                 | Qualifikation   | Qualifikation | Finale          | Finale        | Rang   |
| Athleten             | Wettbewerb                                 | Ringe/ Scheiben | Rang          | Ringe/ Scheiben | Rang          | Rang   |
| -------------------- | ------------------------------------------ | --------------- | ------------- | --------------- | ------------- | ------ |
| Frauen               |                                            |                 |               |                 |               |        |
| Anetta Kalinowski    | 25 m Sportpistole                          | 581             | 12            | ausgeschieden   | ausgeschieden | 12     |
| Lieselotte Breker    | 25 m Sportpistole                          | 585             | 6             | 685             | 4             | 4      |
| Lieselotte Breker    | 10 m Luftpistole                           | 386             | 3             | 476,0           | 7             | 7      |
| Margit Stein         | 10 m Luftpistole                           | 376             | 19            | ausgeschieden   | ausgeschieden | 19     |
| Selma Sonnet         | 50 m Kleinkalibergewehr Dreistellungskampf | 580             | 11            | ausgeschieden   | ausgeschieden | 11     |
| Silvia Sperber       | 50 m Kleinkalibergewehr Dreistellungskampf | 590 (OR)        | 1             | 685,5 (OR)      | 1             | Gold   |
| Silvia Sperber       | 10 m Luftgewehr                            | 393             | 7             | 497,5           | 2             | Silber |
| Carmen Giese         | 10 m Luftgewehr                            | 389             | 17            | ausgeschieden   | ausgeschieden | 17     |
| Männer               |                                            |                 |               |                 |               |        |
| Dirk Köhler          | 25 m Schnellfeuerpistole                   | 591             | 8             | 689             | 8             | 8      |
| Arndt Kaspar         | 50 m Freie Pistole                         | 562             | 7             | 651             | 7             | 7      |
| Arndt Kaspar         | 10 m Luftpistole                           | 579             | 12            | ausgeschieden   | ausgeschieden | 12     |
| Alfons Messerschmitt | 50 m Freie Pistole                         | 554             | 23            | ausgeschieden   | ausgeschieden | 23     |
| Alfons Messerschmitt | 10 m Luftpistole                           | 577             | 18            | ausgeschieden   | ausgeschieden | 18     |
| Ulrich Lind          | 50 m Kleinkalibergewehr Dreistellungskampf | 1161            | 28            | ausgeschieden   | ausgeschieden | 28     |
| Kurt Hillenbrand     | 50 m Kleinkalibergewehr Dreistellungskampf | 1155            | 38            | ausgeschieden   | ausgeschieden | 38     |
| Kurt Hillenbrand     | 50 m Kleinkalibergewehr liegend            | 590             | 41            | ausgeschieden   | ausgeschieden | 41     |
| Bernd Rücker         | 50 m Kleinkalibergewehr liegend            | 597             | 7             | 700,5           | 7             | 7      |
| Johann Riederer      | 10 m Luftgewehr                            | 592             | 3             | 694,0           | 3             | Bronze |
| Matthias Stich       | 10 m Luftgewehr                            | 587             | 17            | ausgeschieden   | ausgeschieden | 17     |
| Christian Stützinger | 50 m Laufende Scheibe                      | 586             | 8             | ausgeschieden   | ausgeschieden | 8      |
| Offene Klassen       |                                            |                 |               |                 |               |        |
| Michaela Rink        | Skeet                                      | 140             | 44            | ausgeschieden   | ausgeschieden | 44     |
| Herbert Seeberger    | Skeet                                      | 147             | 12            | ausgeschieden   | ausgeschieden | 10     |
| Wolfgang Trautwein   | Skeet                                      | 141             | 40            | ausgeschieden   | ausgeschieden | 40     |

### Schwimmen
| Athleten | Wettbewerb          | Vorlauf      | Vorlauf | Finale                | Finale        | Rang   |
| Athleten | Wettbewerb          | Zeit         | Rang    | Zeit                  | Rang          | Rang   |
| --- | ------------------- | ------------ | ------- | --------------------- | ------------- | ------ |
| Frauen |                     |              |         |                       |               |        |
| Marion Aizpors | 50 m Freistil       | 26,20 s      | 9       | B-Finale: 26,17 s     | 1             | 9      |
| Marion Aizpors | 100 m Rücken        | 1:03,27 min  | 8       | A-Finale: 1:04,19 min | 8             | 8      |
| Christiane Pielke | 50 m Freistil       | 26,33 s      | 12      | B-Finale: 26,22 s     | 2             | 10     |
| Christiane Pielke | 100 m Freistil      | 57,47 s      | 19      | ausgeschieden         | ausgeschieden | 19     |
| Katja Ziliox | 100 m Freistil      | 58,39 s      | 31      | ausgeschieden         | ausgeschieden | 31     |
| Katja Ziliox | 200 m Rücken        | 2:26,25 min  | 28      | ausgeschieden         | ausgeschieden | 28     |
| Stephanie Ortwig | 200 m Freistil      | 2:00,66 min  | 6       | A-Finale: 2:00,73 min | 7             | 7      |
| Stephanie Ortwig | 400 m Freistil      | 4:12,18 min  | 8       | A-Finale: 4:13,05 min | 7             | 7      |
| Stephanie Ortwig | 800 m Freistil      | 8:41,95 min  | 14      | ausgeschieden         | ausgeschieden | 14     |
| Birgit Lohberg-Schulz | 200 m Freistil      | 2:02,77 min  | 16      | B-Finale: 2:02,32 min | 7             | 15     |
| Birgit Lohberg-Schulz | 200 m Lagen         | 2:17,46 min  | 9       | B-Finale: 2:17,85 min | 2             | 10     |
| Birgit Lohberg-Schulz | 400 m Lagen         | 4:52,05 min  | 14      | B-Finale: 4:50,54 min | 2             | 10     |
| Alexandra Russ | 400 m Freistil      | 4:18,67 min  | 22      | ausgeschieden         | ausgeschieden | 22     |
| Alexandra Russ | 800 m Freistil      | 8.49,31 min  | 17      | ausgeschieden         | ausgeschieden | 17     |
| Svenja Schlicht | 100 m Rücken        | 1:03,72 min  | 10      | B-Finale: 1:03,68 min | 2             | 10     |
| Svenja Schlicht | 200 m Rücken        | 2:16,81 min  | 8       | A-Finale: 2:15,94 min | 8             | 8      |
| Svenja Schlicht | 200 m Lagen         | 2:20,31 min  | 18      | ausgeschieden         | ausgeschieden | 18     |
| Britta Dahm | 100 m Brust         | 1:12,98 min  | 22      | ausgeschieden         | ausgeschieden | 22     |
| Britta Dahm | 200 m Brust         | 2:35,06 min  | 17      | ausgeschieden         | ausgeschieden | 17     |
| Heike Esser | 100 m Brust         | DNS          | DNS     | DNS                   | DNS           | DNS    |
| Heike Esser | 200 m Brust         | 2.41,34 min  | 34      | ausgeschieden         | ausgeschieden | 34     |
| Ina Beyermann | 100 m Schmetterling | 1:02,85 min  | 19      | ausgeschieden         | ausgeschieden | 19     |
| Ina Beyermann | 200 m Schmetterling | 2:13,56 min  | 11      | B-Finale: 2:13,74 min | 2             | 10     |
| Gabi Reha | 100 m Schmetterling | 1:02,27 min  | 15      | B-Finale: 1:02,63 min | 15            | 15     |
| Gabi Reha | 200 m Schmetterling | 2:13,09 min  | 10      | B-Finale: 2:14,20 min | 3             | 11     |
| Marion Aizpors Christiane Pielke Karin Seick Stephanie Ortwig (Finale) Katja Ziliox (Vorlauf)                             | 4 × 100 m Freistil  | 3:48,03 min  | 6       | 3:46,90 min           | 7             | 7      |
| Marion Aizpors Britta Dahm Gabi Reha Svenja Schlicht                                                                      | 4 × 100 m Lagen     | 4:13,19 min  | 4       | 4:12,89 min           |               | 7      |
| Männer |                     |              |         |                       |               |        |
| Stephan Güsgen | 50 m Freistil       | 23,22 s      | 11      | B-Finale: 23,55 s     | 6             | 14     |
| Frank Henter | 50 m Freistil       | 22,98 s      | 8       | A-Finale: 23,03 s     | 7             | 7      |
| Torsten Wiegel | 100 m Freistil      | 51,02 s      | 19      | ausgeschieden         | ausgeschieden | 19     |
| Thomas Fahrner | 100 m Freistil      | 50,78 s      | 13      | B-Finale: 51,12 s     | 6             | 14     |
| Thomas Fahrner | 200 m Freistil      | 1:49,02 min  | 6       | A-Finale: 1:49,19 min | 8             | 8      |
| Michael Groß | 200 m Freistil      | 1:48,55 min  | 3       | A-Finale: 1:48,59 min | 5             | 5      |
| Michael Groß | 100 m Schmetterling | 53,78 s      | 4       | A-Finale: 53,44 s     | 5             | 5      |
| Michael Groß | 200 m Schmetterling | 1:58,09 min  | 1       | A-Finale: 1:56,94 min | 1             | Gold   |
| Rainer Henkel | 400 m Freistil      | 3:51,50 min  | 10      | B-Finale: WD          | B-Finale: WD  | 17     |
| Rainer Henkel | 1500 m Freistil     | 15:14,64 min | 7       | 15:18,19 min          | 6             | 6      |
| Stefan Pfeiffer | 400 m Freistil      | 3:49,52 min  | 2       | A-Finale: 3:49,96 min | 6             | 6      |
| Stefan Pfeiffer | 1500 m Freistil     | 15:07,85 min | 3       | 15:02,69 min          | 2             | Silber |
| Frank Hoffmeister | 100 m Rücken        | 56,19 s      | 5       | A-Finale: 56,19 s     | 7             | 7      |
| Frank Hoffmeister | 200 m Rücken        | 2:03,34 min  | 12      | B-Finale: 2:01,65 min | 1             | 9      |
| Jens-Peter Berndt | 100 m Rücken        | 57,08 s      | 12      | B-Finale: WD          | B-Finale: WD  | 17     |
| Jens-Peter Berndt | 200 m Rücken        | 2:01,77 min  | 6       | 2:01,84 min           | 6             | 6      |
| Jens-Peter Berndt | 200 m Lagen         | 2:04,80 min  | 10      | B-Finale: 2:06,76 min | 7             | 15     |
| Jens-Peter Berndt | 400 m Lagen         | 4:20,93 min  | 6       | A-Finale: 4:21,71 min | 6             | 6      |
| Alexander Mayer | 100 m Brust         | 1:03,54 min  | 11      | B-Finale: 1:03,85 min | 12            | 12     |
| Mark Warnecke | 100 m Brust         | 1:03,56 min  | 12      | B-Finale: 1:03,40 min | 11            | 11     |
| Mark Warnecke | 200 m Brust         | 2:22,55 min  | 31      | ausgeschieden         | ausgeschieden | 31     |
| Hartmut Wedekind | 200 m Brust         | 2:22,55 min  | 31      | ausgeschieden         | ausgeschieden | 31     |
| Martin Herrmann | 100 m Schmetterling | 55,20 s      | 17      | ausgeschieden         | ausgeschieden | 17     |
| Martin Herrmann | 200 m Schmetterling | 2:02,61 min  | 21      | ausgeschieden         | ausgeschieden | 21     |
| Peter Bermel | 200 m Lagen         | 2:04,18 min  | 7       | A-Finale: 2:03,81 min | 5             | 5      |
| Peter Bermel | 400 m Lagen         | 4:22,78 min  | 7       | A-Finale: 4:24,02 min | 8             | 8      |
| Thomas Fahrner Peter Sitt Björn Zikarsky Michael Groß (Finale) Torsten Wiegel                                             | 4 × 100 m Freistil  | 3:23,19 min  | 6       | 3:21,65 min           | 6             | 6      |
| Rainer Henkel Erik Hochstein Thomas Fahrner (Finale) Michael Groß (Finale) Stefan Pfeiffer (Vorlauf) Peter Sitt (Vorlauf) | 4 × 200 m Freistil  | 7:19,38 min  | 3       | 7:14,35 min           | 3             | Bronze |
| Michael Groß Frank Hoffmeister Björn Zikarsky Alexander Mayer (Finale) Mark Warnecke (Vorlauf)                            | 4 × 100 m Lagen     | 3:44,72 min  | 3       | 3:42,98 min           | 4             | 4      |

### Segeln
| Athleten                                           | Wettbewerb               | Punkte | Rang |
| -------------------------------------------------- | ------------------------ | ------ | ---- |
| Frauen                                             |                          |        |      |
| Susanne Meyer Katrin Adlkofer                      | 470er                    | 56,4   | 5    |
| Männer                                             |                          |        |      |
| Dirk Meyer                                         | Windsurfen Lechner A-390 | 99,0   | 13   |
| Thomas Schmid                                      | Finn Dinghy              | 72,1   | 6    |
| Wolfgang Hunger Joachim Hunger                     | 470er                    | 58,7   | 5    |
| Offene Klassen                                     |                          |        |      |
| Jens-Peter Wrede Matthias Adamczewski Stefan Knabe | Soling                   | 102,0  | 15   |
| Albert Batzill Peter Lang                          | Flying Dutchman          | 79,0   | 8    |
| Roland Gäbler Hans-Jürgen Pfohe                    | Tornado                  | 142,0  | 19   |
| Alexander Hagen Fritz Girr                         | Star                     | 72,4   | 10   |

### Synchronschwimmen
| Athletinnen                      | Wettbewerb | Vorrunde | Vorrunde | Qualifikation | Qualifikation | Finale        | Finale        | Rang |
| Athletinnen                      | Wettbewerb | Punkte   | Rang     | Punkte        | Rang          | Punkte        | Rang          | Rang |
| -------------------------------- | ---------- | -------- | -------- | ------------- | ------------- | ------------- | ------------- | ---- |
| Frauen                           |            |          |          |               |               |               |               |      |
| Doris Eisenhofer                 | Solo       | 80,433   | 36       | ausgeschieden | ausgeschieden | ausgeschieden | ausgeschieden | 36   |
| Heike Friedrich                  | Solo       | 82,000   | 32       | ausgeschieden | ausgeschieden | ausgeschieden | ausgeschieden | 32   |
| Gerlind Scheller                 | Solo       | 85,583   | 19       | 174,183       | 8             | 175,983       | 8             | 8    |
| Heike Friedrich Gerlind Scheller | Duett      | —        | —        | 172,592       | 10            | ausgeschieden | ausgeschieden | 10   |

### Tennis
| Athleten                         | Wettbewerb | 1. Runde        | 1. Runde | 2. Runde      | 2. Runde      | Achtelfinale  | Achtelfinale  | Viertelfinale                 | Viertelfinale | Halbfinale       | Halbfinale    | Finale        | Finale        | Rang   |
| Athleten                         | Wettbewerb | Gegner          | Ergebnis | Gegner        | Ergebnis      | Gegner        | Ergebnis      | Gegner                        | Ergebnis      | Gegner           | Ergebnis      | Gegner        | Ergebnis      | Rang   |
| -------------------------------- | ---------- | --------------- | -------- | ------------- | ------------- | ------------- | ------------- | ----------------------------- | ------------- | ---------------- | ------------- | ------------- | ------------- | ------ |
| Frauen                           |            |                 |          |               |               |               |               |                               |               |                  |               |               |               |        |
| Claudia Kohde-Kilsch             | Einzel     | Freilos         | Freilos  | Reggi         | 1:2           | ausgeschieden | ausgeschieden | ausgeschieden                 | ausgeschieden | ausgeschieden    | ausgeschieden | ausgeschieden | ausgeschieden | =17    |
| Steffi Graf                      | Einzel     | Freilos         | Freilos  | Mes’chi       | 2:0           | Suire         | 2:0           | Sawtschenko                   | 2:1           | Garrison         | 2:0           | Sabatini      | 2:0           | Gold   |
| Sylvia Hanika                    | Einzel     | Freilos         | Freilos  | Muir          | 2:0           | Sabatini      | 1:2           | ausgeschieden                 | ausgeschieden | ausgeschieden    | ausgeschieden | ausgeschieden | ausgeschieden | =9     |
| Steffi Graf Claudia Kohde-Kilsch | Doppel     | —               | —        | —             | —             | Freilos       | Freilos       | Bassett-Seguso / Hetherington | 2:1           | Novotná / Suková | 0:2           | ausgeschieden | ausgeschieden | Bronze |
| Männer                           |            |                 |          |               |               |               |               |                               |               |                  |               |               |               |        |
| Eric Jelen                       | Einzel     | Mečíř           | 1:3      | ausgeschieden | ausgeschieden | ausgeschieden | ausgeschieden | ausgeschieden                 | ausgeschieden | ausgeschieden    | ausgeschieden | ausgeschieden | ausgeschieden | =33    |
| Carl-Uwe Steeb                   | Einzel     | Wolkow          | 3:0      | Masur         | 3.2           | Järryd        | 3:1           | Mayotte                       | 0:3           | ausgeschieden    | ausgeschieden | ausgeschieden | ausgeschieden | =5     |
| Eric Jelen Carl-Uwe Steeb        | Doppel     | Edberg / Järryd | 1:3      | —             | —             | ausgeschieden | ausgeschieden | ausgeschieden                 | ausgeschieden | ausgeschieden    | ausgeschieden | ausgeschieden | ausgeschieden | =17    |

### Tischtennis
| Athleten                     | Wettbewerb | Gruppenphase                            | Gruppenphase | Achtelfinale  | Achtelfinale  | Viertelfinale | Viertelfinale | Halbfinale    | Halbfinale    | Finale / Platz 3 | Finale / Platz 3 | Rang |
| Athleten                     | Wettbewerb | Gegner                                  | Erg.         | Gegner        | Erg.          | Gegner        | Erg.          | Gegner        | Erg.          | Gegner           | Erg.             | Rang |
| ---------------------------- | ---------- | --------------------------------------- | ------------ | ------------- | ------------- | ------------- | ------------- | ------------- | ------------- | ---------------- | ---------------- | ---- |
| Frauen                       |            |                                         |              |               |               |               |               |               |               |                  |                  |      |
| Olga Nemes                   | Einzel     | Hong Cha-ok                             | 1:3          | Li Huifen     | 1:3           | ausgeschieden | ausgeschieden | ausgeschieden | ausgeschieden | ausgeschieden    | ausgeschieden    | =9   |
| Olga Nemes                   | Einzel     | Mirjam Kloppenburg                      | 3:0          | Li Huifen     | 1:3           | ausgeschieden | ausgeschieden | ausgeschieden | ausgeschieden | ausgeschieden    | ausgeschieden    | =9   |
| Olga Nemes                   | Einzel     | Csilla Bátorfi                          | 3:2          | Li Huifen     | 1:3           | ausgeschieden | ausgeschieden | ausgeschieden | ausgeschieden | ausgeschieden    | ausgeschieden    | =9   |
| Olga Nemes                   | Einzel     | Jacqueline Díaz                         | 3:0          | Li Huifen     | 1:3           | ausgeschieden | ausgeschieden | ausgeschieden | ausgeschieden | ausgeschieden    | ausgeschieden    | =9   |
| Olga Nemes                   | Einzel     | Iyabo Akanmu                            | 3:0          | Li Huifen     | 1:3           | ausgeschieden | ausgeschieden | ausgeschieden | ausgeschieden | ausgeschieden    | ausgeschieden    | =9   |
| Katja Nolten                 | Einzel     | Hyun Jung-hwa                           | 0:3          | ausgeschieden | ausgeschieden | ausgeschieden | ausgeschieden | ausgeschieden | ausgeschieden | ausgeschieden    | ausgeschieden    | =17  |
| Katja Nolten                 | Einzel     | Mika Hoshino                            | 2:3          | ausgeschieden | ausgeschieden | ausgeschieden | ausgeschieden | ausgeschieden | ausgeschieden | ausgeschieden    | ausgeschieden    | =17  |
| Katja Nolten                 | Einzel     | Jasna Fazlić                            | 2:3          | ausgeschieden | ausgeschieden | ausgeschieden | ausgeschieden | ausgeschieden | ausgeschieden | ausgeschieden    | ausgeschieden    | =17  |
| Katja Nolten                 | Einzel     | Kuburat Owolabi                         | 3:2          | ausgeschieden | ausgeschieden | ausgeschieden | ausgeschieden | ausgeschieden | ausgeschieden | ausgeschieden    | ausgeschieden    | =17  |
| Katja Nolten                 | Einzel     | Mónica Liyau                            | 3:2          | ausgeschieden | ausgeschieden | ausgeschieden | ausgeschieden | ausgeschieden | ausgeschieden | ausgeschieden    | ausgeschieden    | =17  |
| Olga Nemes Katja Nolten      | Doppel     | Jiao Zhimin / Chen Jing                 | 0:2          | —             | —             | ausgeschieden | ausgeschieden | ausgeschieden | ausgeschieden | ausgeschieden    | ausgeschieden    | =9   |
| Olga Nemes Katja Nolten      | Doppel     | Marie Hrachová / Renata Kasalová        | 0:2          | —             | —             | ausgeschieden | ausgeschieden | ausgeschieden | ausgeschieden | ausgeschieden    | ausgeschieden    | =9   |
| Olga Nemes Katja Nolten      | Doppel     | Bettine Vriesekoop / Mirjam Kloppenburg | 1:2          | —             | —             | ausgeschieden | ausgeschieden | ausgeschieden | ausgeschieden | ausgeschieden    | ausgeschieden    | =9   |
| Olga Nemes Katja Nolten      | Doppel     | Mika Hoshino / Kiyomi Ishida            | 1:2          | —             | —             | ausgeschieden | ausgeschieden | ausgeschieden | ausgeschieden | ausgeschieden    | ausgeschieden    | =9   |
| Olga Nemes Katja Nolten      | Doppel     | Insook Bhushan / Diana Gee              | 2:1          | —             | —             | ausgeschieden | ausgeschieden | ausgeschieden | ausgeschieden | ausgeschieden    | ausgeschieden    | =9   |
| Olga Nemes Katja Nolten      | Doppel     | Lau Wai Cheng / Leong Mee Wan           | 2:0          | —             | —             | ausgeschieden | ausgeschieden | ausgeschieden | ausgeschieden | ausgeschieden    | ausgeschieden    | =9   |
| Männer                       |            |                                         |              |               |               |               |               |               |               |                  |                  |      |
| Georg Böhm                   | Einzel     | Jan-Ove Waldner                         | 0:3          | ausgeschieden | ausgeschieden | ausgeschieden | ausgeschieden | ausgeschieden | ausgeschieden | ausgeschieden    | ausgeschieden    | =17  |
| Georg Böhm                   | Einzel     | Xu Zengcai                              | 0:3          | ausgeschieden | ausgeschieden | ausgeschieden | ausgeschieden | ausgeschieden | ausgeschieden | ausgeschieden    | ausgeschieden    | =17  |
| Georg Böhm                   | Einzel     | Patrick Birocheau                       | 3:0          | ausgeschieden | ausgeschieden | ausgeschieden | ausgeschieden | ausgeschieden | ausgeschieden | ausgeschieden    | ausgeschieden    | =17  |
| Georg Böhm                   | Einzel     | Chih Chin-long                          | 3:1          | ausgeschieden | ausgeschieden | ausgeschieden | ausgeschieden | ausgeschieden | ausgeschieden | ausgeschieden    | ausgeschieden    | =17  |
| Georg Böhm                   | Einzel     | Tonny Maringgi                          | 3:0          | ausgeschieden | ausgeschieden | ausgeschieden | ausgeschieden | ausgeschieden | ausgeschieden | ausgeschieden    | ausgeschieden    | =17  |
| Georg Böhm                   | Einzel     | Barry Griffiths                         | 3:1          | ausgeschieden | ausgeschieden | ausgeschieden | ausgeschieden | ausgeschieden | ausgeschieden | ausgeschieden    | ausgeschieden    | =17  |
| Georg Böhm                   | Einzel     | Gilany Hosnani                          | 3:0          | ausgeschieden | ausgeschieden | ausgeschieden | ausgeschieden | ausgeschieden | ausgeschieden | ausgeschieden    | ausgeschieden    | =17  |
| Jörg Roßkopf                 | Einzel     | Andrzej Grubba                          | 0:3          | ausgeschieden | ausgeschieden | ausgeschieden | ausgeschieden | ausgeschieden | ausgeschieden | ausgeschieden    | ausgeschieden    | =17  |
| Jörg Roßkopf                 | Einzel     | Zoran Primorac                          | 1:3          | ausgeschieden | ausgeschieden | ausgeschieden | ausgeschieden | ausgeschieden | ausgeschieden | ausgeschieden    | ausgeschieden    | =17  |
| Jörg Roßkopf                 | Einzel     | Yoshihito Miyazaki                      | 3:2          | ausgeschieden | ausgeschieden | ausgeschieden | ausgeschieden | ausgeschieden | ausgeschieden | ausgeschieden    | ausgeschieden    | =17  |
| Jörg Roßkopf                 | Einzel     | Atanda Musa                             | 3:2          | ausgeschieden | ausgeschieden | ausgeschieden | ausgeschieden | ausgeschieden | ausgeschieden | ausgeschieden    | ausgeschieden    | =17  |
| Jörg Roßkopf                 | Einzel     | Gary Haberl                             | 3:1          | ausgeschieden | ausgeschieden | ausgeschieden | ausgeschieden | ausgeschieden | ausgeschieden | ausgeschieden    | ausgeschieden    | =17  |
| Jörg Roßkopf                 | Einzel     | Sujay Ghorpade                          | 3:0          | ausgeschieden | ausgeschieden | ausgeschieden | ausgeschieden | ausgeschieden | ausgeschieden | ausgeschieden    | ausgeschieden    | =17  |
| Jörg Roßkopf                 | Einzel     | Francisco López                         | 3:0          | ausgeschieden | ausgeschieden | ausgeschieden | ausgeschieden | ausgeschieden | ausgeschieden | ausgeschieden    | ausgeschieden    | =17  |
| Georg Böhm Jürgen Rebel      | Doppel     | Jan-Ove Waldner / Mikael Appelgren      | 0:2          | —             | —             | ausgeschieden | ausgeschieden | ausgeschieden | ausgeschieden | ausgeschieden    | ausgeschieden    | =21  |
| Georg Böhm Jürgen Rebel      | Doppel     | Kim Ki-taik / Kim Wan                   | 1:2          | —             | —             | ausgeschieden | ausgeschieden | ausgeschieden | ausgeschieden | ausgeschieden    | ausgeschieden    | =21  |
| Georg Böhm Jürgen Rebel      | Doppel     | Desmond Douglas / Skylet Andrew         | 1:2          | —             | —             | ausgeschieden | ausgeschieden | ausgeschieden | ausgeschieden | ausgeschieden    | ausgeschieden    | =21  |
| Georg Böhm Jürgen Rebel      | Doppel     | Chih Chin-long / Chih Chin-shui         | 1:2          | —             | —             | ausgeschieden | ausgeschieden | ausgeschieden | ausgeschieden | ausgeschieden    | ausgeschieden    | =21  |
| Georg Böhm Jürgen Rebel      | Doppel     | Ding Yi / Gottfried Bär                 | 0:2          | —             | —             | ausgeschieden | ausgeschieden | ausgeschieden | ausgeschieden | ausgeschieden    | ausgeschieden    | =21  |
| Georg Böhm Jürgen Rebel      | Doppel     | Mario Álvarez / Raymundo Fermín         | 2:0          | —             | —             | ausgeschieden | ausgeschieden | ausgeschieden | ausgeschieden | ausgeschieden    | ausgeschieden    | =21  |
| Georg Böhm Jürgen Rebel      | Doppel     | Barry Griffiths / Peter Jackson         | 2:0          | —             | —             | ausgeschieden | ausgeschieden | ausgeschieden | ausgeschieden | ausgeschieden    | ausgeschieden    | =21  |
| Jörg Roßkopf Steffen Fetzner | Doppel     | Yoo Nam-kyu / Ahn Jae-hyung             | 1:2          | —             | —             | ausgeschieden | ausgeschieden | ausgeschieden | ausgeschieden | ausgeschieden    | ausgeschieden    | =9   |
| Jörg Roßkopf Steffen Fetzner | Doppel     | Andrzej Grubba / Leszek Kucharski       | 0:2          | —             | —             | ausgeschieden | ausgeschieden | ausgeschieden | ausgeschieden | ausgeschieden    | ausgeschieden    | =9   |
| Jörg Roßkopf Steffen Fetzner | Doppel     | Kiyoshi Saitō / Takehiro Watanabe       | 2:0          | —             | —             | ausgeschieden | ausgeschieden | ausgeschieden | ausgeschieden | ausgeschieden    | ausgeschieden    | =9   |
| Jörg Roßkopf Steffen Fetzner | Doppel     | Cláudio Kano / Carlos Kawai             | 2:1          | —             | —             | ausgeschieden | ausgeschieden | ausgeschieden | ausgeschieden | ausgeschieden    | ausgeschieden    | =9   |
| Jörg Roßkopf Steffen Fetzner | Doppel     | Lo Chuen Tsung / Vong Lu Veng           | 2:1          | —             | —             | ausgeschieden | ausgeschieden | ausgeschieden | ausgeschieden | ausgeschieden    | ausgeschieden    | =9   |
| Jörg Roßkopf Steffen Fetzner | Doppel     | Jorge Gambra / Marcos Núñez             | 2:0          | —             | —             | ausgeschieden | ausgeschieden | ausgeschieden | ausgeschieden | ausgeschieden    | ausgeschieden    | =9   |
| Jörg Roßkopf Steffen Fetzner | Doppel     | Fatai Adeyemo / Yomi Bankole            | 2:0          | —             | —             | ausgeschieden | ausgeschieden | ausgeschieden | ausgeschieden | ausgeschieden    | ausgeschieden    | =9   |

### Turnen
| Athleten                                                                                    | Wettbewerb           | Qualifikation | Qualifikation | Finale        | Finale        | Rang |
| Athleten                                                                                    | Wettbewerb           | Punkte        | Rang          | Punkte        | Rang          | Rang |
| ------------------------------------------------------------------------------------------- | -------------------- | ------------- | ------------- | ------------- | ------------- | ---- |
| Frauen                                                                                      |                      |               |               |               |               |      |
| Isabella von Lospichl                                                                       | Boden                | 9,450         | 88            | ausgeschieden | ausgeschieden | 88   |
| Isabella von Lospichl                                                                       | Schwebebalken        | 9,375         | 88            | ausgeschieden | ausgeschieden | 88   |
| Isabella von Lospichl                                                                       | Sprung               | 18,225        | 85            | ausgeschieden | ausgeschieden | 85   |
| Isabella von Lospichl                                                                       | Stufenbarren         | 18,000        | 84            | ausgeschieden | ausgeschieden | 84   |
| Isabella von Lospichl                                                                       | Einzelmehrkampf      | 55,050        | 85            | ausgeschieden | ausgeschieden | 85   |
| Michaela Ustorf                                                                             | Boden                | 18,950        | 66            | ausgeschieden | ausgeschieden | 66   |
| Michaela Ustorf                                                                             | Schwebebalken        | 19,025        | 49            | ausgeschieden | ausgeschieden | 49   |
| Michaela Ustorf                                                                             | Sprung               | 18,650        | 83            | ausgeschieden | ausgeschieden | 83   |
| Michaela Ustorf                                                                             | Stufenbarren         | 18,250        | 83            | ausgeschieden | ausgeschieden | 83   |
| Michaela Ustorf                                                                             | Einzelmehrkampf      | 74,875        | 78            | ausgeschieden | ausgeschieden | 78   |
| Männer                                                                                      |                      |               |               |               |               |      |
| Andreas Aguilar                                                                             | Barren               | 19,45         | 35            | ausgeschieden | ausgeschieden | 35   |
| Andreas Aguilar                                                                             | Boden                | 18,05         | 86            | ausgeschieden | ausgeschieden | 86   |
| Andreas Aguilar                                                                             | Pauschenpferd        | 18,60         | 75            | ausgeschieden | ausgeschieden | 75   |
| Andreas Aguilar                                                                             | Reck                 | 19,00         | 58            | ausgeschieden | ausgeschieden | 58   |
| Andreas Aguilar                                                                             | Ringe                | 19,70         | 11            | ausgeschieden | ausgeschieden | 11   |
| Andreas Aguilar                                                                             | Sprung               | 18,55         | 85            | ausgeschieden | ausgeschieden | 85   |
| Andreas Aguilar                                                                             | Einzelmehrkampf      | 113,35        | 73            | ausgeschieden | ausgeschieden | 73   |
| Mike Beckmann                                                                               | Barren               | 19,30         | 50            | ausgeschieden | ausgeschieden | 50   |
| Mike Beckmann                                                                               | Boden                | 19,25         | 48            | ausgeschieden | ausgeschieden | 48   |
| Mike Beckmann                                                                               | Pauschenpferd        | 19,45         | 28            | ausgeschieden | ausgeschieden | 28   |
| Mike Beckmann                                                                               | Reck                 | 18,60         | 78            | ausgeschieden | ausgeschieden | 78   |
| Mike Beckmann                                                                               | Ringe                | 18,60         | 79            | ausgeschieden | ausgeschieden | 79   |
| Mike Beckmann                                                                               | Sprung               | 19,25         | 39            | ausgeschieden | ausgeschieden | 39   |
| Mike Beckmann                                                                               | Einzelmehrkampf      | 114,45        | 60            | ausgeschieden | ausgeschieden | 60   |
| Jürgen Brümmer                                                                              | Barren               | 19,05         | 72            | ausgeschieden | ausgeschieden | 72   |
| Jürgen Brümmer                                                                              | Boden                | 19,35         | 42            | ausgeschieden | ausgeschieden | 42   |
| Jürgen Brümmer                                                                              | Pauschenpferd        | 18,95         | 59            | ausgeschieden | ausgeschieden | 59   |
| Jürgen Brümmer                                                                              | Reck                 | 17,85         | 85            | ausgeschieden | ausgeschieden | 85   |
| Jürgen Brümmer                                                                              | Ringe                | 19,40         | 34            | ausgeschieden | ausgeschieden | 34   |
| Jürgen Brümmer                                                                              | Sprung               | 19,55         | 13            | ausgeschieden | ausgeschieden | 13   |
| Jürgen Brümmer                                                                              | Einzelmehrkampf      | 114,15        | 64            | ausgeschieden | ausgeschieden | 64   |
| Ralph Kern                                                                                  | Barren               | 19,30         | 50            | ausgeschieden | ausgeschieden | 50   |
| Ralph Kern                                                                                  | Boden                | 19,15         | 57            | ausgeschieden | ausgeschieden | 57   |
| Ralph Kern                                                                                  | Pauschenpferd        | 19,00         | 56            | ausgeschieden | ausgeschieden | 56   |
| Ralph Kern                                                                                  | Reck                 | 18,75         | 70            | ausgeschieden | ausgeschieden | 70   |
| Ralph Kern                                                                                  | Ringe                | 18,40         | 83            | ausgeschieden | ausgeschieden | 83   |
| Ralph Kern                                                                                  | Sprung               | 19,30         | 33            | ausgeschieden | ausgeschieden | 33   |
| Ralph Kern                                                                                  | Einzelmehrkampf      | 113,90        | 67            | ausgeschieden | ausgeschieden | 67   |
| Bernhard Simmelbauer                                                                        | Barren               | 19,25         | 59            | ausgeschieden | ausgeschieden | 59   |
| Bernhard Simmelbauer                                                                        | Boden                | 18,80         | 77            | ausgeschieden | ausgeschieden | 77   |
| Bernhard Simmelbauer                                                                        | Pauschenpferd        | 18,80         | 69            | ausgeschieden | ausgeschieden | 69   |
| Bernhard Simmelbauer                                                                        | Reck                 | 18,65         | 75            | ausgeschieden | ausgeschieden | 75   |
| Bernhard Simmelbauer                                                                        | Ringe                | 18,95         | 67            | ausgeschieden | ausgeschieden | 67   |
| Bernhard Simmelbauer                                                                        | Sprung               | 19,15         | 46            | ausgeschieden | ausgeschieden | 46   |
| Bernhard Simmelbauer                                                                        | Einzelmehrkampf      | 113,60        | 71            | ausgeschieden | ausgeschieden | 71   |
| Daniel Winkler                                                                              | Barren               | 19,30         | 50            | ausgeschieden | ausgeschieden | 50   |
| Daniel Winkler                                                                              | Boden                | 19,05         | 64            | ausgeschieden | ausgeschieden | 64   |
| Daniel Winkler                                                                              | Pauschenpferd        | 18,90         | 63            | ausgeschieden | ausgeschieden | 63   |
| Daniel Winkler                                                                              | Reck                 | 19,25         | 38            | ausgeschieden | ausgeschieden | 38   |
| Daniel Winkler                                                                              | Ringe                | 18,90         | 70            | ausgeschieden | ausgeschieden | 70   |
| Daniel Winkler                                                                              | Sprung               | 19,10         | 50            | ausgeschieden | ausgeschieden | 50   |
| Daniel Winkler                                                                              | Einzelmehrkampf      | 114,50        | 59            | ausgeschieden | ausgeschieden | 59   |
| Andreas Aguilar Mike Beckmann Jürgen Brümmer Ralph Kern Bernhard Simmelbauer Daniel Winkler | Mannschaftsmehrkampf | —             | —             | 574,10        | 12            | 12   |

### Wasserball
| Wettbewerb      | Männer |
| --------------- | --- |
| Athleten        | Ingo Borgmann Andreas Ehrl Armando Fernández Thomas Huber Dirk Jacoby Werner Obschernikat Frank Otto Rainer Osselmann Peter Röhle René Reimann Hagen Stamm Uwe Sterzik Dirk Theismann |
| Trainer         | Nicolae Firoiu |
| Gruppenphase    | Australien 13:11 Frankreich 10:9 Südkorea 18:2 Italien 10:7 Sowjetunion 9:8 |
| Halbfinale      | Jugoslawien 10:14 |
| Spiel um Bronze | Sowjetunion 13:14 |
| Rang            | 4 |

### Wasserspringen
| Athleten       | Wettbewerb        | Qualifikation | Qualifikation | Finale        | Finale        | Rang |
| Athleten       | Wettbewerb        | Punkte        | Rang          | Punkte        | Rang          | Rang |
| -------------- | ----------------- | ------------- | ------------- | ------------- | ------------- | ---- |
| Frauen         |                   |               |               |               |               |      |
| Elke Heinrichs | Kunstspringen 3 m | 374,46        | 23            | ausgeschieden | ausgeschieden | 23   |
| Anke Mühlbauer | Kunstspringen 3 m | 400,26        | 17            | ausgeschieden | ausgeschieden | 17   |
| Monika Kühn    | Turmspringen 10 m | 335,88        | 15            | ausgeschieden | ausgeschieden | 15   |
| Doris Pecher   | Turmspringen 10 m | 310,53        | 19            | ausgeschieden | ausgeschieden | 19   |
| Männer         |                   |               |               |               |               |      |
| Albin Killat   | Kunstspringen 3 m | 642,60        | 2             | 661,47        | 4             | 4    |
| Albin Killat   | Turmspringen 10 m | 517,23        | 13            | ausgeschieden | ausgeschieden | 13   |
| Willi Meyer    | Kunstspringen 3 m | 511,98        | 21            | ausgeschieden | ausgeschieden | 21   |
| Willi Meyer    | Turmspringen 10 m | 449,07        | 22            | ausgeschieden | ausgeschieden | 22   |